# Williams Racing
A Williams Grand Prix Engineering (jelenlegi nevezési nevén Atlassian Williams Racing) egy brit Formula–1-es versenycsapat. Frank Williams és Patrick Head alapította 1977-ben (történetileg a csapat előzményének tekinthető az 1969-től 1976-ig működő Frank Williams Racing Cars). 7 egyéni és 9 konstruktőri világbajnoki címével a Formula–1 egyik legsikeresebb csapata. Egyéni és konstruktőri világbajnoki címet utoljára 1997-ben, futamot 2012-ben nyertek. Azon kevés konstruktőr közé tartoznak, akiknek legalább száz győzelmük van a sportágban, kilenc konstruktőri bajnoki címük pedig 2000-ig rekord volt. A Williams volt a Formula–1 történetében az utolsó igazi magáncsapat, egészen 2020-ig, amikor megvásárolta őket az amerikai Dorilton Capital. Legnagyobb sikereiket a Renault partnereként érték el. A 2014-es szezontól kezdve Mercedes-motorokat használnak.
A csapatnál versenyeztek az alábbi világbajnokok: Alan Jones, Keke és Nico Rosberg, Nigel Mansell, Damon Hill, Jenson Button, Alain Prost, Nelson Piquet, Ayrton Senna és Jacques Villeneuve. Senna, Button, és Nico Rosberg kivételével mindannyian a csapattal nyertek egy egyéni címet. A Williams híres volt arról, hogy világbajnok pilótái nem náluk próbálták megvédeni a címüket, csak Alan Jones, Keke Rosberg és Villeneuve maradtak a csapatnál azt követően.
A Williams a Williams Advanced Engineering és a Williams Hybrid Power útján a fejlesztések terén is jelen volt: Formula–1-es technológiákat alakítottak át a mindennapi használatra. 2017-ben "Williams" címmel egy filmet is bemutattak, mely a csapat alapítójának életútjába enged mélyebb betekintést.

## Története

### A kezdetek
Frank Williams fiatal kora óta szenvedélyes rajongója volt a motorsportoknak, a hatvanas években ő maga is versenyzett egy rövid ideig, ezt követően pedig inkább más versenyzőket próbált versenyüléshez juttatni. 1968-ban akkori szobatársát, Piers Courage-t indította a Formula–2-es sorozatban, melyben ebben és a rákövetkező évben szép sikereket értek el. Ezzel felhívták magukra az olasz sportautó-tervező, De Tomaso figyelmét aki az 1970-es szezonra a rendelkezésére bocsátott egy Formula–1-es kasztnit, amit a Dallara tervezett. Az autó versenyképtelen és meghibásodásra hajlamos volt, ráadásul a szezon ötödik versenyén, a Holland Nagydíjon kigyulladt, Courage pedig az autóban lelte halálát. Ez rendkívül megviselte Williams-t, de a csapat tovább folytatta az idényt. Miután eredmények nem születtek, De Tomaso szerződést bontott. 1971-ben már az akkor egy éves March 701-es kasztnival nevezett be Frank Williams Racing Cars nevű csapatával. Szerény eredményeket értek el, és a pénzhiány miatt máról a holnapra működtek.
1972-ben is maradtak a March kasztninál, a szponzorok megjelenésével pedig már egy jobb autóra futotta, mint eddig. 1973-ban aztán az olasz Iso sportautógyár és a Marlboro támogatásával immár konstruktőrként neveztek be a bajnokságba az előző évi saját fejlesztésű FX3 javított változatával. Az 1975-ös szezon előtt az Iso és a Marlboro támogatása nélkül kezdhették meg a szezont, amelyben a csapat összesen tíz pilótát indított összesen a futamok valamelyikén. Az állandó pénzzavarral küzdő Williamsnek az elkövetkező években számtalan üzleti partnere volt, és bizony nem mindegyik társulás bizonyult sikeresnek. 1976-ban aztán új partner bukkant fel a kanadai olajmilliárdos, Walter Wolf személyében, aki többségi tulajdonos lett a csapatban, és bár Williamst meghagyta vezető pozíciójában, a saját építésű autó mellé szerzett egy előző évi Hesketh 308C-t, melyet FW05 néven versenyeztettek. Az eredmények azonban egyik autóval sem voltak valami fényesek, a csapat nyolc versenyzője egyetlen pontszerzésig sem jutott, a fénypontot a korábban szebb napokat látott Jacky Ickx spanyolországi hetedik helye jelentette.

### Ford-éra (1976-1983)

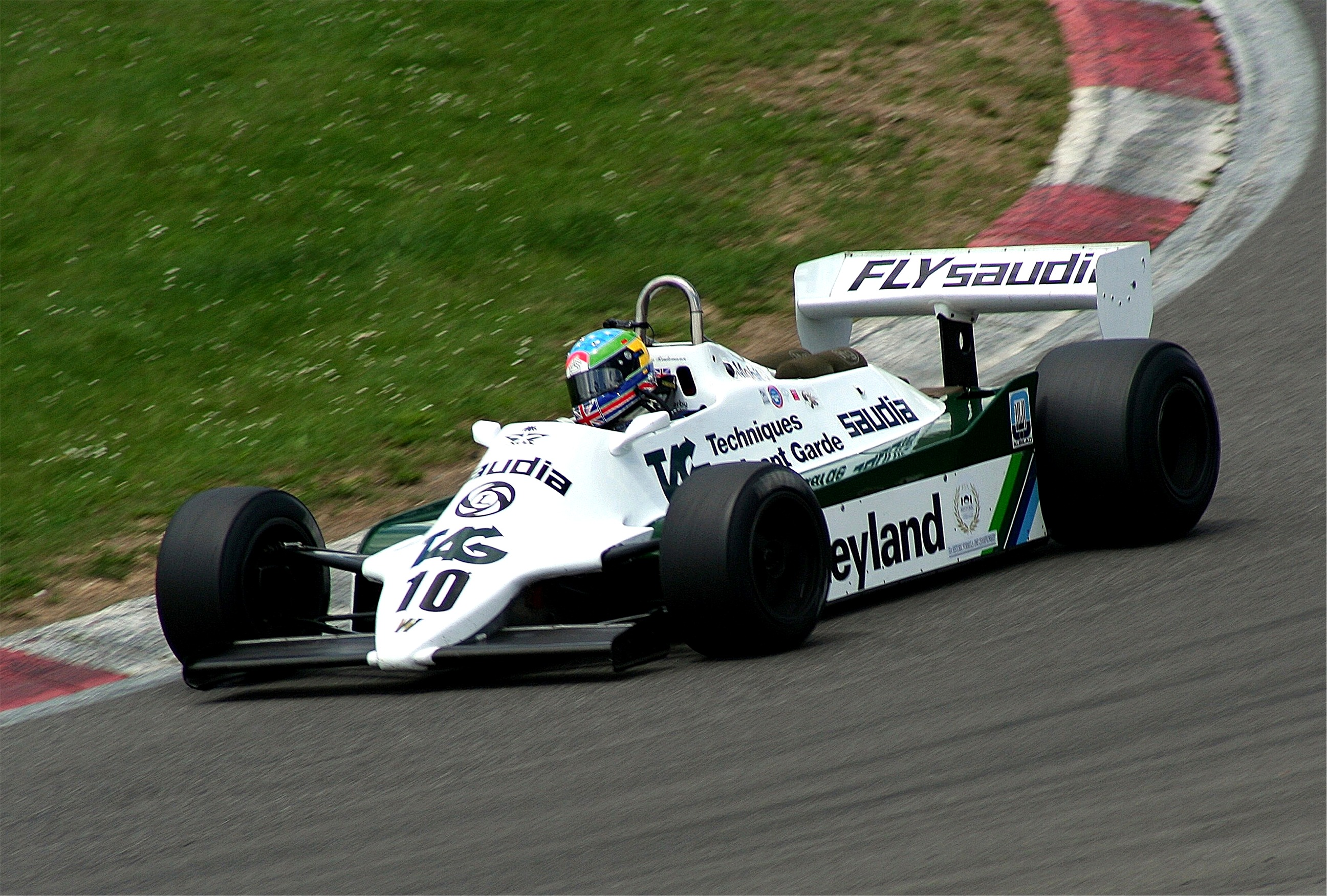
A Williams 1981-es autója, az FW07C

Az 1976-os szezon végén Frank Williams tulajdonostársa, Walter Wolf úgy döntött, hogy átalakítja a csapatot, melyet saját neve alatt futtatott tovább Walter Wolf Racing néven. A vezető pozícióból leváltott Williams a távozás mellett döntött, s vitte magával Patrick Head-et is, akivel még abban az évben megalapították a Williams Grand Prix Engineeringet. Az új csapat 1977-ben még March 761 karosszériájú autókkal versenyzett, egyetlen versenyzőjük, Patrick Néve a spanyol nagydíjon ült először a Williams volánja mögé, összesen 11 versenyen keresztül. Pontot nem értek el, legjobb eredményük egy hetedik hely volt. Saját konstrukciójuk, az FW06-os 1978-ban állt először rajthoz, az ausztrál Alan Jones-szal, 1979-től a Clay Regazzoni-Alan Jones párossal. Már az első évben vezetett Jones versenyt, sőt dobogóra is állhatott. 1979-re pedig az élcsapatok közé emelkedett a Williams, 59 pontos világbajnoki eredményével második lett. Ekkori autójuk már kihasználta a leszorítóerőt, a FOCA-tagsággal együtt pedig az állandó kétversenyzős felállást is sikerült elérniük. A csapat első győzelmét a Brit Nagydíjon érte el, ahol Clay Regazzoni majdnem 25 másodperces előnnyel nyert.
1980-ban Alan Jones világbajnok lett az FW07B-vel. Az FW07B emellett igen jó és megbízható autó volt, Jones négyszer, csapattársa, Carlos Reutemann háromszor esett csak ki versenyből. A Williams csapat ebben az évben hat futamgyőzelmet aratott, s megszerezte első konstruktőri bajnoki címét is. Az 1981-es szezon szintén egy igen sikeres évad volt a Williams számára. A német nagydíjon már megnyerték a konstruktőri vb-t. Az egyéni világbajnokságot azonban Nelson Piquet nyerte meg egy Brabhammel. 1982-ben aztán Keke Rosberg ült a visszavonuló Alan Jones megüresedő ülésébe, s világbajnok lett annak ellenére, hogy mindössze egyetlen futamgyőzelmet aratott, és az előző évben még csak pontot sem szerzett.

### Honda és Judd-éra (1983-1988)
A 80-as évek elején, amikor a szívómotorok kezdtek kiszorulni a Formula–1-ből, a sikerek megtartása érdekében a csapat üzletet kötött a japán motorbeszállító Hondával egy turbómotor beépítésével kapcsolatban. 1983-ban az idény nagy részében még Ford-motorokat használtak ugyan, de az utolsó versenyen már V6-os Honda turbómotor volt az erőforrás. Ugyanebben az évben öltötte fel a csapat az 1993-ig viselt jellegzetes kék-fehér-sárga színezést.

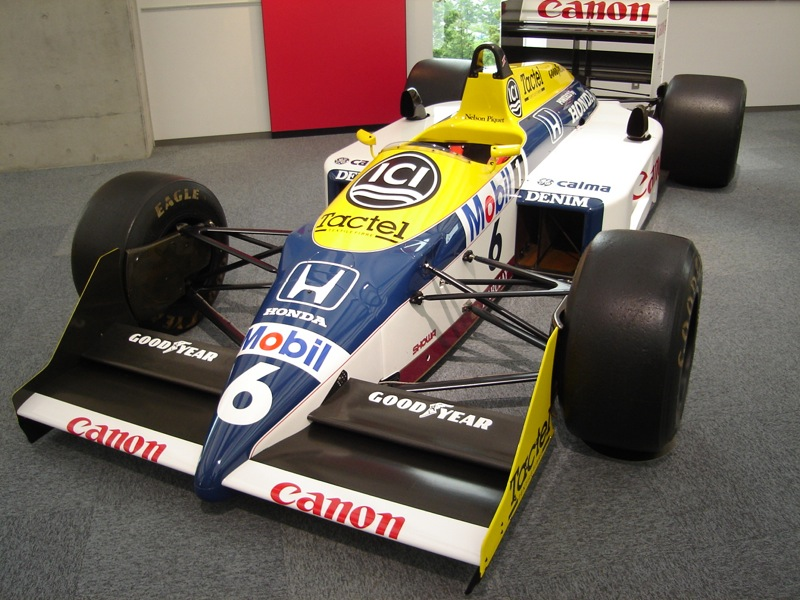
Nelson Piquet 1987-es világbajnok Williams FW11B autója

1985-ben Keke Rosberg új csapattársa Nigel Mansell lett. Autójuk új, szénszálas szerkezetű karosszériával készült. A kezdeti nehézségek és néhány technikai probléma után ismét visszatértek a dobogóra, 1985-ben a két Williams-versenyző összesen négyszer győzött.
1986-ban a csapat tovább erősödött, ez évben Mansell 6, Nelson Piquet 3 első helyet ért el. A konstruktőrök világbajnokságát sikerült megnyerni, az egyéni cím azonban, mely a szezonzáró futamig megszerezhető lett volna Mansell számára, a két pilóta rivalizálásának esett áldozatul. Ugyanebben az évben a csapattulajdonos Frank Williams egy autóbaleset következtében megbénult, közel egy évig nem volt a bokszutcában. 1987-ben a csapatnak ismét jól ment: Piquet lett a világbajnok Mansell előtt, a csapat pedig negyedik konstruktőr-világbajnoki címét gyűjtötte be. Ám a Honda a McLaren és Lotus csapatok kedvéért elhagyta a Williamset, amelynek így más motor után kellett néznie. Piquet pedig a Lotushoz vitte magával az 1-es rajtszámot.
1988-ban nem sikerült egyetlen jelentős motorgyártóval sem megállapodniuk, s így a Judd szívómotorjait használták, amely érezhető hátrányt okozott számukra a turbómotoros vetélytársakkal szemben. Az idényben egyetlen versenyt sem nyertek, s mindössze 20 pontot gyűjtöttek. Mansell az olasz nagydíjon nem tudott részt venni betegség miatt, helyette Jean-Louis Schlesser ült be, aki versenybalesetbe keveredett Ayrton Sennával, ily módon közvetlenül hozzájárult ahhoz, hogy a McLaren abban az évben ne tudja megnyerni az összes futamot.

### Renault-Mecachrome-Supertec-éra (1989-1999)

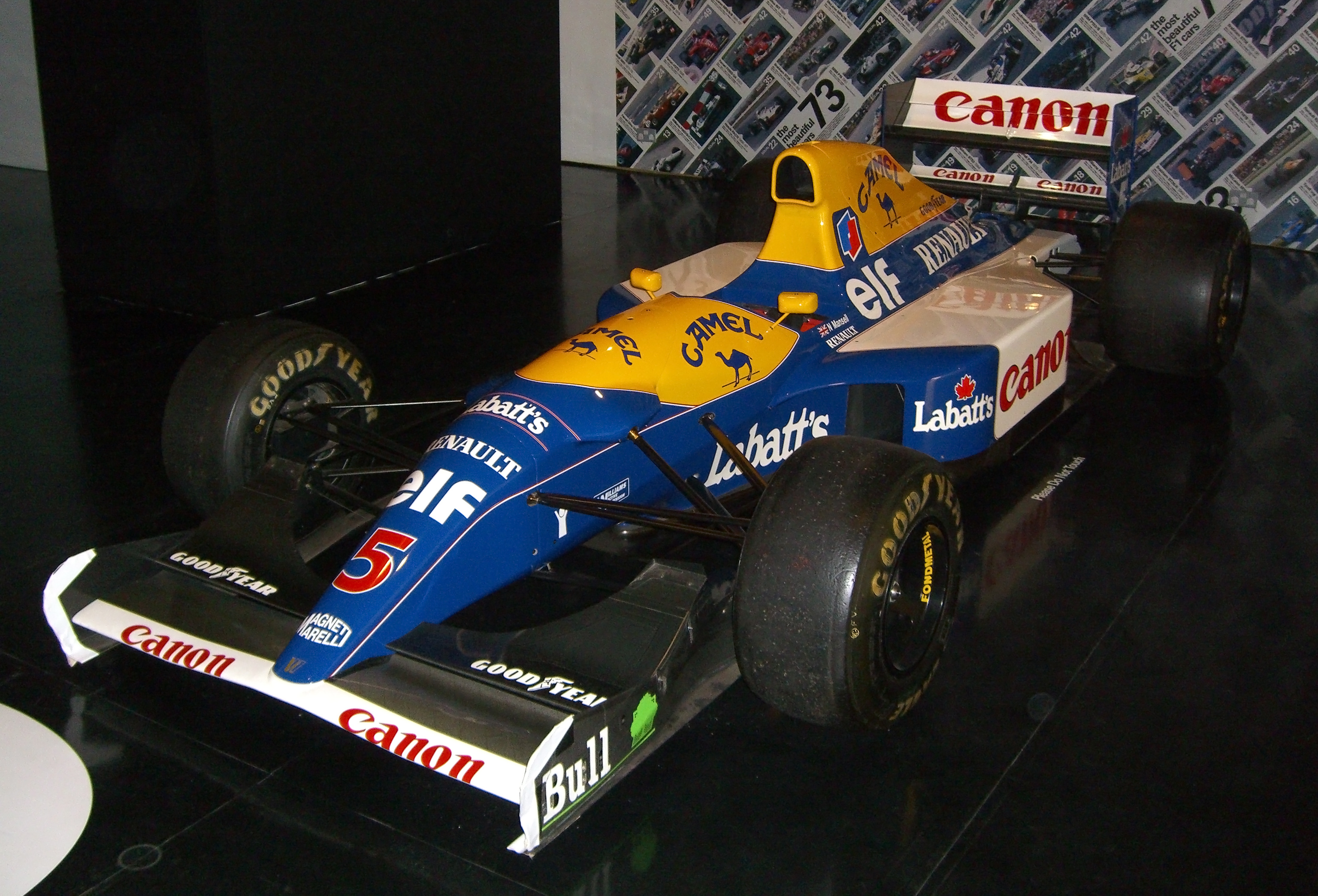
Nigel Mansell 1992-es világbajnok autója, az FW14B

A csapat 1989-ben Renault motorokra váltott, Mansell utódja pedig Thierry Boutsen lett, aki 1989-ben két versenyt is megnyert. A Renault és az autók formatervezéséért felelős Adrian Newey együttműködése gyümölcsöző volt, a kilencvenes években a Williams autói rendkívül jók voltak.
Az 1990-es szezon jól kezdődött. Az első futamon, Phoenixben Boutsen a harmadik helyen végzett. A harmadik futamon, Imolában Patrese megnyerte a versenyt és ezzel megszerezte harmadik győzelmét. Magyarországon Boutsen az első helyről rajtolhatott és meg is nyerte a futamot. Ezekkel a sikerekkel és további pontszerző helyezésekkel fejezték be az idényt a konstruktőr-világbajnokság negyedik helyén. A következő évben a csapat az új fejlesztésű FW14-essel, új aerodinamikai elemekkel, Renault RS3-as motorral és egy félelmetes Mansell-Patrese versenyzőpárossal állt rajthoz. Az idényben ez a csapat volt az egyetlen, amely a McLarent nyomás alatt tudta tartani. A konstruktőrök között második helyen végeztek, egyéni világbajnokságban Mansell második, Patrese harmadik helyen végzett.
A nagy változás 1992-ben következett be. Az év biztatóan kezdődött, Dél-Afrikában Mansell első, míg Patrese második helyen végzett. Mansell a következő négy versenyen (Mexikóban, Brazíliában, Spanyolországban és San Marinóban) is a dobogó legfelső fokára állhatott, ezzel ő lett az első versenyző a Formula–1-ben, aki egy szezon első öt futamán győzni tudott. Az idényben még 4 versenyt nyert meg (Franciaország, Nagy-Britannia, Németország, Portugália). Ezzel ő lett az első, aki egy szezonban kilenc futamot is megnyert. Patrese kiválóan versenyzett, végig Mansell mögött haladt, beletanult a másodpilóta szerepbe. Mansell Magyarországon egy második hellyel biztosította be egyéni világbajnoki címét, míg a Williams csapat a belga nagydíj után ünnepelhetett. Patrese az összetettben második helyen végzett. Az év végén Mansell visszavonult a Formula–1-től.
1993-ban a Williams csapatfelállása teljesen megváltozott. A Mansell-Patrese világbajnok duót az egy év kihagyás után visszatérő háromszoros világbajnok Alain Prost, illetve az addigi tesztpilóta, Damon Hill váltotta. A csapat ismét konstruktőr-világbajnok lett, Prost megszerezte negyedik világbajnoki címét, míg Hill első futamgyőzelmét. Prost befejezte a pályafutását, helyére Ayrton Senna érkezett.

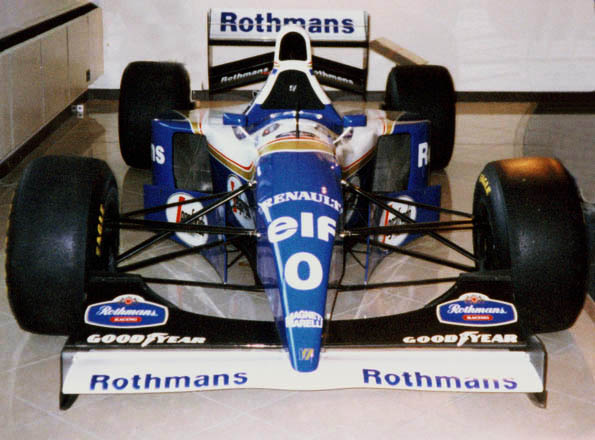
Williams FW16

1994-ben a Canon helyett a Rothmans International dohánygyár kezdte el szponzorálni a csapatot, melynek színe így a kék-fehér lett. Az idénynek egy nagyon erős versenyzőpárossal vágtak neki, amelyet nagyon esélyesnek tartottak a végső győzelemre, annak ellenére, hogy számos gond adódott az autók stabilitásával, különösen az aktív felfüggesztés és a kipörgésgátlók betiltása miatt. A harmadik futamon, Imolában Senna a Tamburello-kanyarban elvesztette uralmát az autó fölött és a betonfalba rohant. A halálhír az egész világot sokkolta. Az olasz bíróságok a csapatot és Williamset mészárosként bélyegezték meg, s egészen 2005-ig tartó pereskedés kezdődött. A következő versenyen, Monacóban Hill egyedül állt rajthoz, de az első körben ki is állt. Attól kezdve egészen 2022-ig minden Williams-autóra felkerült valahová egy elrejtett S betű, Senna emlékére. A spanyol nagydíjon Hill mellé David Coulthardot szerződtették. A futamot Hill nyerte. Coulthard ezen kívül még hét nagydíjon vezette a Williams-Renault 2-es számú autóját. További négy versenyen azonban Damon Hill csapattársa Nigel Mansell volt. Hill összesen hat futamgyőzelmet aratott, míg Mansell az évadzáró ausztrál nagydíjon állhatott a dobogó legfelső fokára. Bár Hill egyetlen ponttal Michael Schumacher mögött végzett az egyéni pontversenyben (a szezonzárón egy vitatott megítélésű balesetbe keveredtek), a Williams ismét konstruktőr-világbajnok lett.

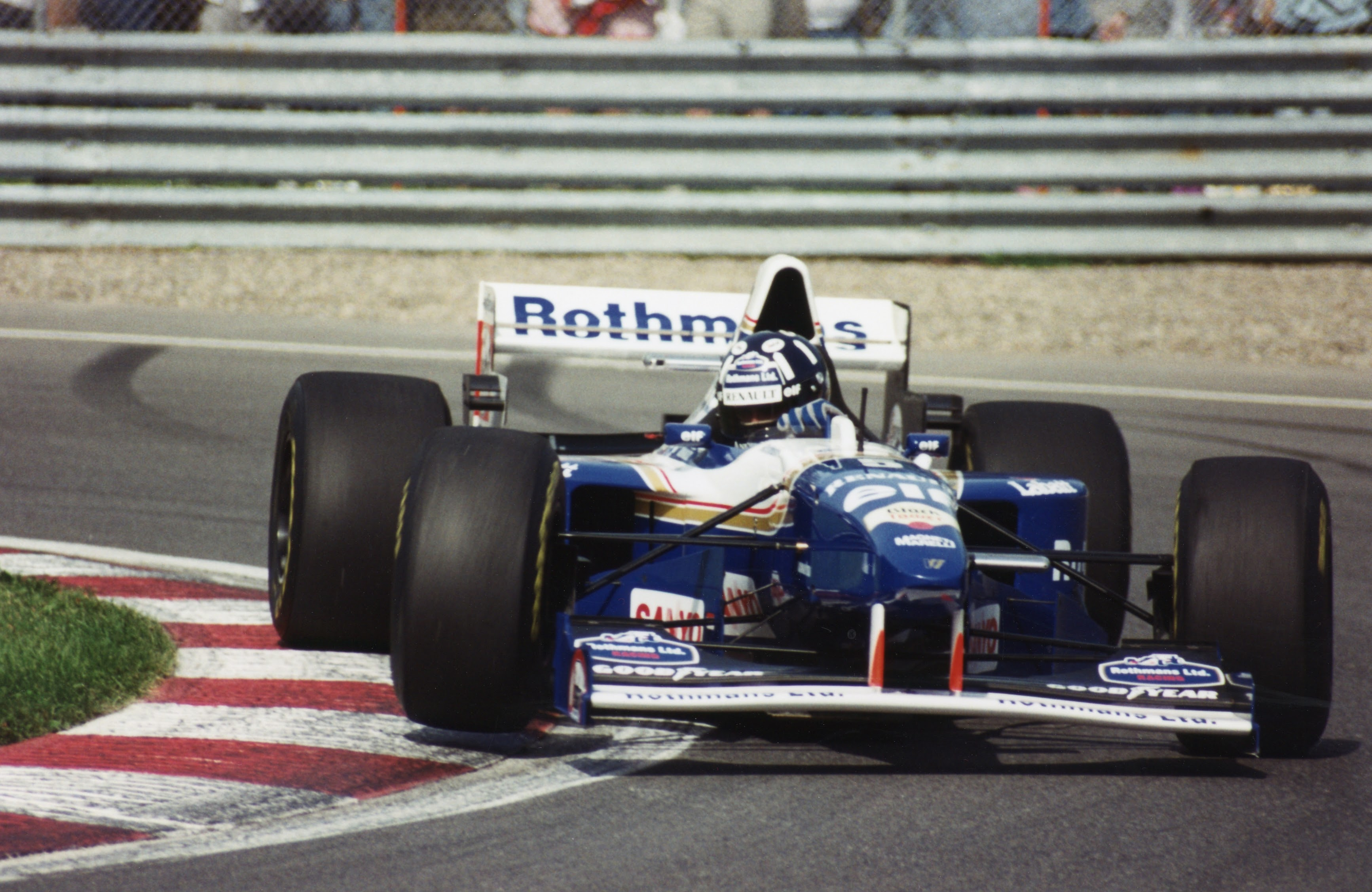
Damon Hill 1995-ben

Az 1995-ös szezonban a csapat végig a Hill-Coulthard versenyzőpáros által vezetett FW17-essel állt rajthoz. Ketten együtt öt versenyt nyertek, ebből négyet Hill (Argentína, San Marino, Magyarország, Ausztrália), Coulthard pedig egyet (Portugália). Hill csalódott volt, hiszen úgy lett második, hogy a pontkülönbség közte és Schumacher közt több, mint 30 pont volt. 1996-ban Coulthard távozott a csapattól, helyére az IndyCar 1995-ös szériájának győztese, a korábbi remek versenyző, Gilles Villeneuve fia, Jacques Villeneuve került. Az első hétvégén, Ausztráliában megmutatták, mire is képes az új fejlesztésű FW18-as. Az időmérőt az újonc nyerte, mögötte csapattársa, Hill végzett a második helyen. A két Williams több, mint fél másodpercet vert a többiekre. A versenyen le is szakadtak az üldözőktől. Villeneuve autója azonban az utolsó körökben meghibásodott, emiatt a csapattársa, Hill lett az első. Hill folytatta győzelmi sorozatát Brazíliában és Argentínában. Ezután az európai nagydíjon Villeneuve diadalmaskodott. Az évben tehát a Williams fölényesen uralta a mezőnyt. 16 futamból 12-t nyertek meg. Ebből nyolcat Hill, négyet Villeneuve. A konstruktőr-világbajnoki címet a magyar nagydíjon biztosították be. Hill és Villeneuve között a verseny az utolsó futamon is nyitott maradt, de Hillnek csak egyetlen pontot kellett szereznie. A versenyt Hill megnyerte, Villeneuve kiesett, így Damon Hill megszerezte élete első Formula–1-es világbajnoki címét. Ezután el is hagyta a csapatot, akárcsak Adrian Newey, a tervező.

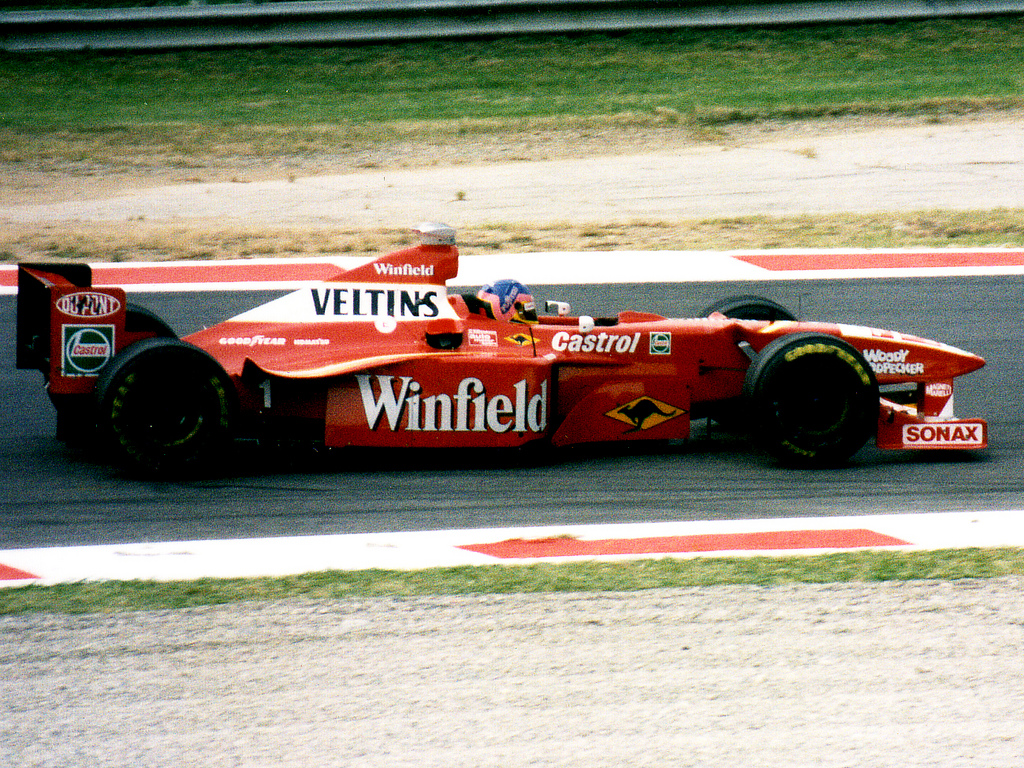
Villeneuve az 1998-as Olasz Nagydíjon

1997-ben Villeneuve lett a csapat első számú pilótája, csapattársa Heinz-Harald Frentzen lett. A pilóták az FW19-essel versenyeztek. A küzdelem nagyon kiélezett volt Frentzen, Villeneuve és Schumacher között. A szezon felénél a konstruktőri pontlista élén a Ferrari állt. Silverstone-ban Villeneuve futamgyőzelme volt a 100. Williams-győzelem. A szezon 14. futamán Ausztriában a Williams átvette a vezetést és meg is tartotta, így megszerezte 9. világbajnoki címét. Az egyéni világbajnoki címet végül Villeneuve szerezte meg, továbbá az utolsó versenyen Michael Schumachert egy sportszerűtlen előzési manővere miatt kizárták a bajnokságból.
A Renault az év végén kivonult a Formula–1-ből, így 1998-ban Mecachrome (a Renault cége, amely az F1-es erőforrások gyártását végzi), 1999-ben Supertec (Flavio Briatore cége, amely megvásárolta a Renault-tól a gyártási jogot) motorokat használtak, melyek megegyeztek a korábbi győztes Renault motorokkal, viszont érdemi fejlesztést a Renault kivonulása óta nem kaptak. 1998-ban a harmadik helyen végeztek a konstruktőri versenyben, győzelem nélkül. Ebben az évben gyakorlatilag az 1997-es autóikat használták újra, hiszen a kasztni ugyanaz volt, és lényegében a motor is. 1999-ben a korábbi versenyzők helyére Alessandro Zanardi és Ralf Schumacher érkezett. Zanardi egy pontot sem, míg Schumacher 35 pontot szerzett. A konstruktőrök versenyében az ötödik helyre estek vissza. Az autók színe az új szponzor miatt a korábbi jellegzetes kék-fehérről piros-fehérre változott.

### BMW és Cosworth-éra (2000-2006)
Az új évezred elején a csapat ötéves szerződést kötött a BMW-vel, aminek első eredménye a 2000-ben a Ferrari és a McLaren mögött megszerzett harmadik hely volt a konstruktőr-világbajnokságban. A csapat versenyzői Ralf Schumacher és Jenson Button voltak. Utóbbi jó teljesítményének köszönhetően elnyerte az év újonca-díjat. 2001-ben Juan Pablo Montoya átvette Jenson Button helyét, aki a Benetton csapathoz igazolt. A 2001-es évad sikeresnek mondható a csapat történetében, hiszen ismét harmadikak lettek a konstruktőr-világbajnokságban és összesen 4 futamgyőzelmet tudhattak magukénak, ebből hármat Ralf Schumacher, egyet Montoya szerzett. A BMW motorok igen erősek voltak, a Williams autói ezért elsősorban a gyors pályákon domináltak, mint a régi Hockenheimring vagy a monzai pálya. Emellett azonban eléggé megbízhatatlannak bizonyultak, a két versenyző összesen 11 alkalommal esett ki, ebből ötször a motor hibája miatt.

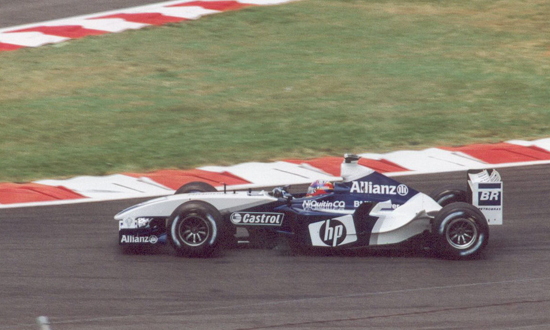
Montoya 2003-ban

A 2002-es szezon nem úgy alakult, ahogy Frank Williams és Patrick Head elgondolta. A szezonnyitó ausztrál nagydíjon Schumacher kiesett egy rajtbaleset miatt. Malajziában a csapat kettős győzelmet aratott. A brazil nagydíjon Montoya az első helyen haladt, de egy nem tervezett boxkiállás miatt csak az ötödik helyre tudott visszajönni. Az osztrák nagydíjat követően elkezdődött Montoya pole-sorozata, Monacóban, Montréalban, a Nürburgringen, Silverstoneban és Magny Coursban az élről indulhatott, de első pozícióját egyik versenyen sem tudta győzelemre váltani. A szezont Montoya a harmadik helyen zárta 50 ponttal, míg Ralf Schumacher negyedik lett 42 ponttal. A Williams-BMW 92 pontjával második lett, amely elsősorban a McLaren visszaesésével magyarázható.
A 2003-as évad volt a Williams-BMW számára a 2000-es évek legjobb szezonja. Az ausztrál nagydíjon Montoya a 21. körig vezette a futamot, amikor megpördült, és ez a győzelmébe került. A maláj és az osztrák nagydíj között a csapat nem dominált igazán, ekkor építették ugyanis a radikális változtatásokkal felszerelt B-modellt. A felavatása után a csapathoz ismét visszatért a szerencse. Montoya megnyerte a monacói nagydíjat, Kanadában Ralf második, Pablo harmadik lett, a következő két versenyen két Williamses kettős győzelem született. A csapat ekkor már nem volt messze a konstruktőr-világbajnoki címtől. A német nagydíjon Ralf összeütközött Kimi Räikkönennel és Rubens Barrichellóval. A győztes Montoya lett, Coulthard előtt. Három versennyel az év vége előtt a csapat és Montoya is elveszítette világbajnoki esélyeit az amerikai nagydíjon. A csapat a szezont ismét a második helyen zárta, 144 ponttal a 158 pontos Ferrari mögött. Montoya Michael Schumacher és Kimi Räikkönen mögött a harmadik lett. Ralf, Rubens Barrichello mögött, az ötödik helyen fejezte be a 2003-as évet.

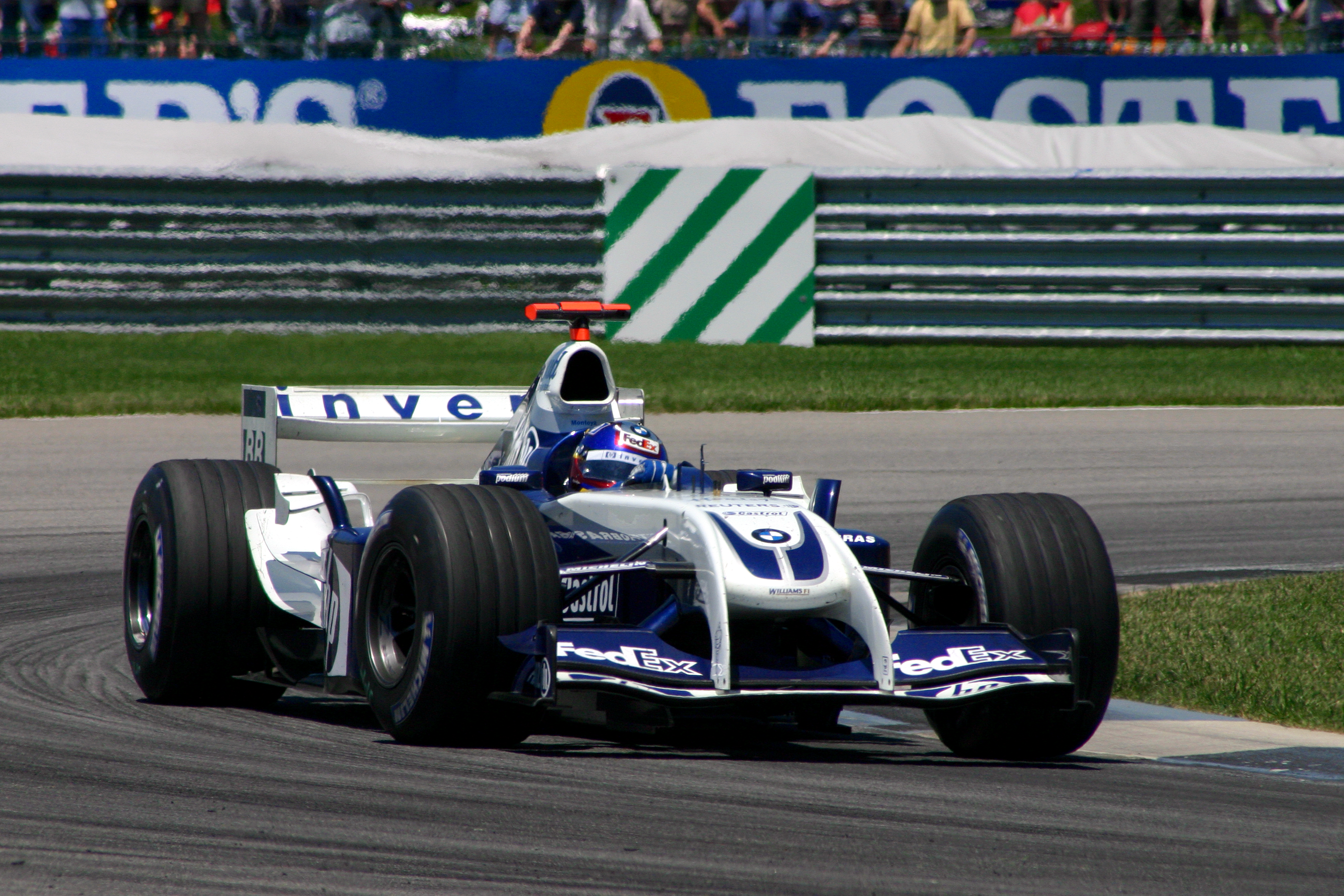
Montoya 2004-ben a különleges orrkúppal

A 2004-es évad a Ferrari fölényes győzelmével zárult. A csapat 88 pontjával visszaesett a negyedik helyre a Ferrari, a BAR-Honda és a Renault mögé. A Williams 2004-es modelljén szokatlan aerodinamikai megoldást alkalmazott: Az orrkúp hátrébb került, az első légterelő szárnyat pedig két, előre nyúló, "rozmáragyar-szerű" elem tartotta. A konstrukció nem váltotta be a hozzá fűzött reményeket, és az évad közepén visszatértek a hagyományos elrendezésű orr-kialakításhoz.

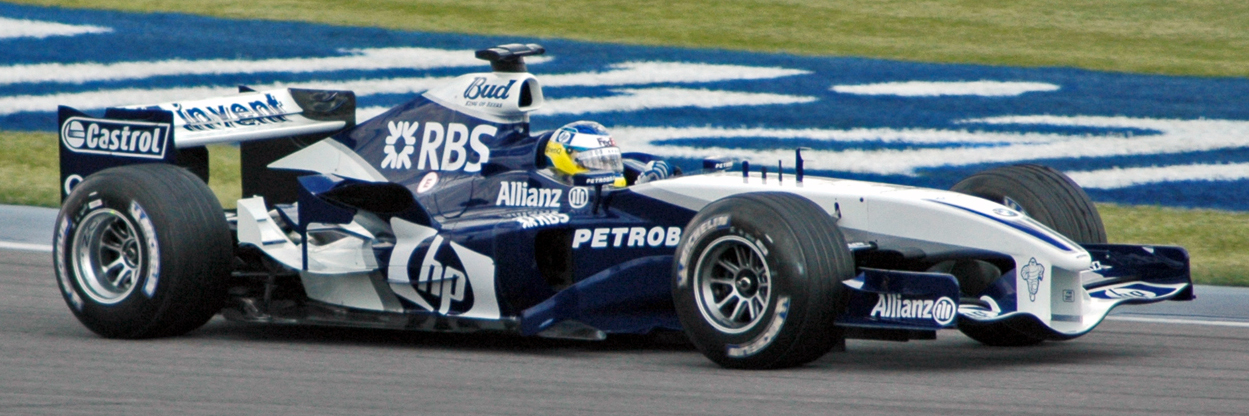
Heidfeld a botrányos, 2005-ös amerikai nagydíj időmérő edzésén

2005-ben a csapat visszaesett az ötödik helyre, mivel a Toyota megelőzte. Montoya és Ralf is elhagyta a csapatot, előbbi a McLarenhez, utóbbi a Toyotához szerződött. Helyükre Nick Heidfeld és Mark Webber érkezett. A konstruktőri versenyben az ötödik helyet szerezték meg, Webber tizedik, Heidfeld tizenegyedik lett az egyéni bajnokságban. Legjobb helyezésük két második hely volt Nick Heidfeld jóvoltából a monacói és az európai nagydíjon.

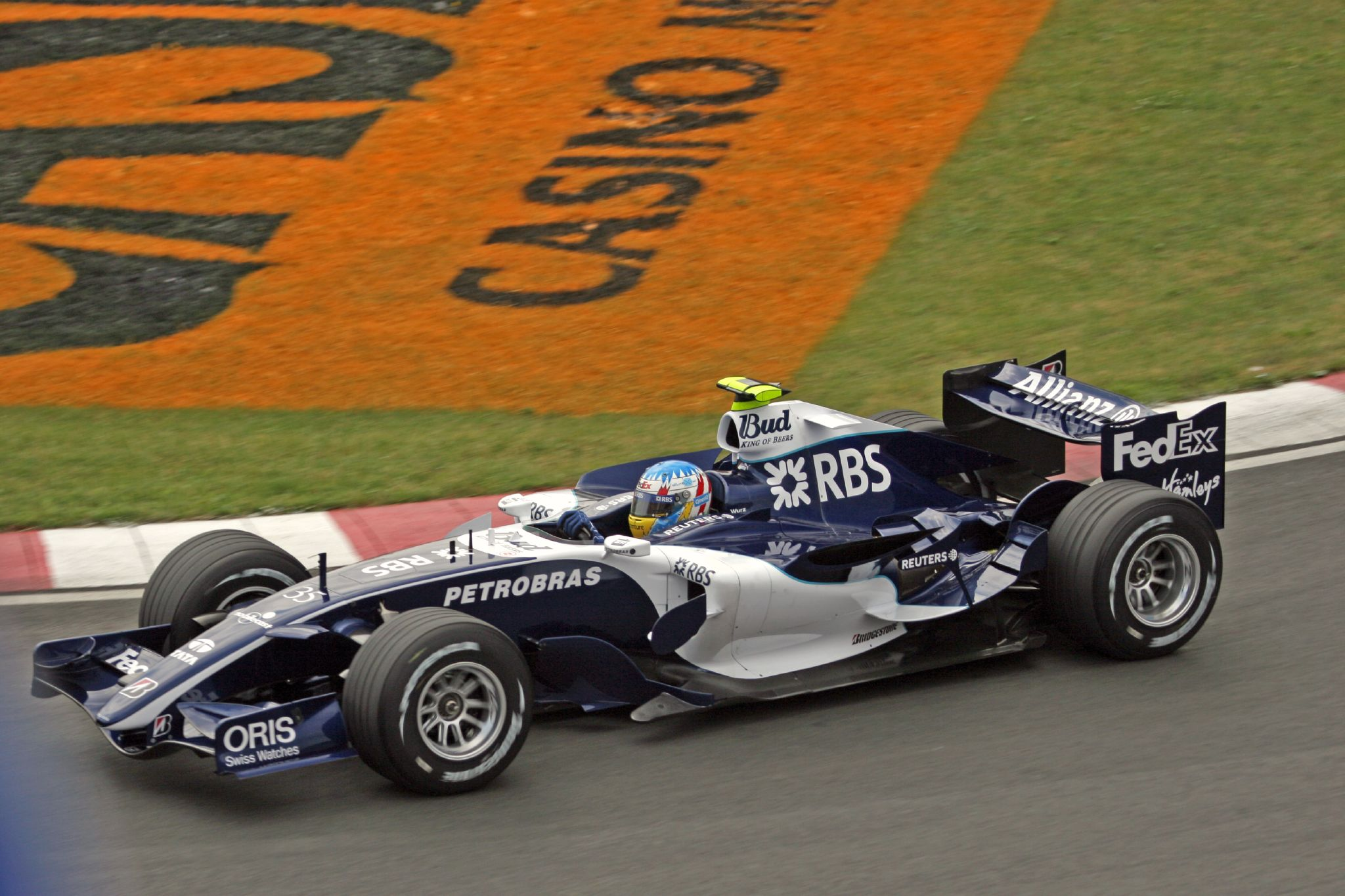
Alex Wurz Kanadában, 2006-ban

2006-ban a BMW és a Williams útjai különváltak, a német cég saját Formula–1-es csapatot hozott létre a Sauber felvásárlásával, BMW Sauber néven. A csapat ezután a Cosworth V8-as motorjaira tért át. Emellett elveszítette fontos szponzorát is, a Hewlett-Packardot. Két versenyzője a fiatal német GP2-es bajnok, Nico Rosberg és az ausztrál Mark Webber voltak. A pénteki szabadedzéseken Alex Wurz vezette a harmadik autót. A csapat gumibeszállítót is váltott, amely a Bridgestone lett. A szezon igen nagy csalódás volt a csapat számára, hiszen 11 pontjával elért 8. helyezése a legrosszabb eredménye volt 1978 óta. A 18 versenyen összesen 20 alkalommal esett ki valamelyik autó. Bár Webber az ausztrál és a monacói nagydíjon is dobogós helyen autózott, a verseny vége felé technikai hiba miatt kiesett. Az évadzáró, brazil nagydíjon a két versenyző az első körben egymásnak ütközött és mindketten kiestek.

### Toyota-éra (2007-2009)

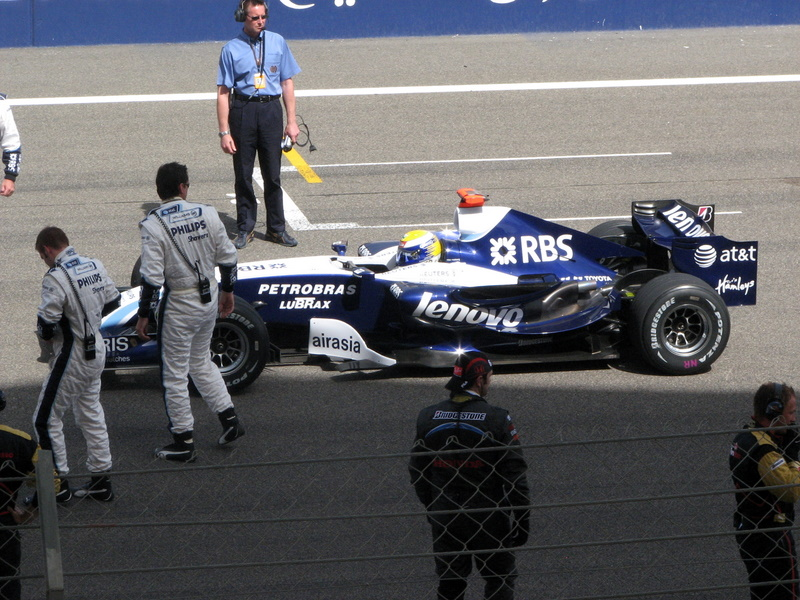
Nico Rosberg a 2007-es bahreini nagydíjon

2007-ben ismét másik motorra váltottak, ezúttal a Toyotára. Webber helyére, aki a Red Bull csapathoz igazolt, az előző évi tesztpilóta, Alexander Wurz érkezett. Az utolsó előtti, kínai nagydíjon derült ki, hogy Wurz a brazil nagydíjon már nem vesz részt, az utolsó versenyre Nakadzsima Kazukit ültették a helyére. A csapat ez évben a negyedik helyen zárt a konstruktőri versenyben a McLaren kizárását követően. Legjobb helyezésük Alex Wurz harmadik helye volt a kanadai nagydíjon.
A 2008-as évben teljesítményük visszaesett, a Rosberg-Nakadzsima versenyzőpáros jellemzően csak az utolsó pontszerzők között volt, bár a szezonnyitó ausztrál nagydíjon Rosberg a 3. helyen zárt. Az évet a Williams a 8. helyen zárta 26 ponttal, megelőzve a Hondát, a Force Indiát és az évközben visszalépő Super Agurit.
A gazdasági világválság miatt a csapat sok szponzort vesztett, 2009-es indulását csak a költségcsökkentések és a Bernie Ecclestone-tól kapott 20 millió dolláros gyorssegély tette lehetővé – Frank Williams pedig cserébe vállalta, hogy 2012-ig biztosan szerepelteti a csapatot a sorozatban. A Williams változatlan versenyzőpárossal indult 2009-ben: továbbra is Nico Rosberg és Nakadzsima Kazuki vezették a csapat autóit. A teljesítményük hullámzó volt: Nakadzsima egyetlen pontot sem szerzett, Rosberg legjobb eredménye pedig két negyedik hely volt.

### Újabb Cosworth-éra (2010-2011)

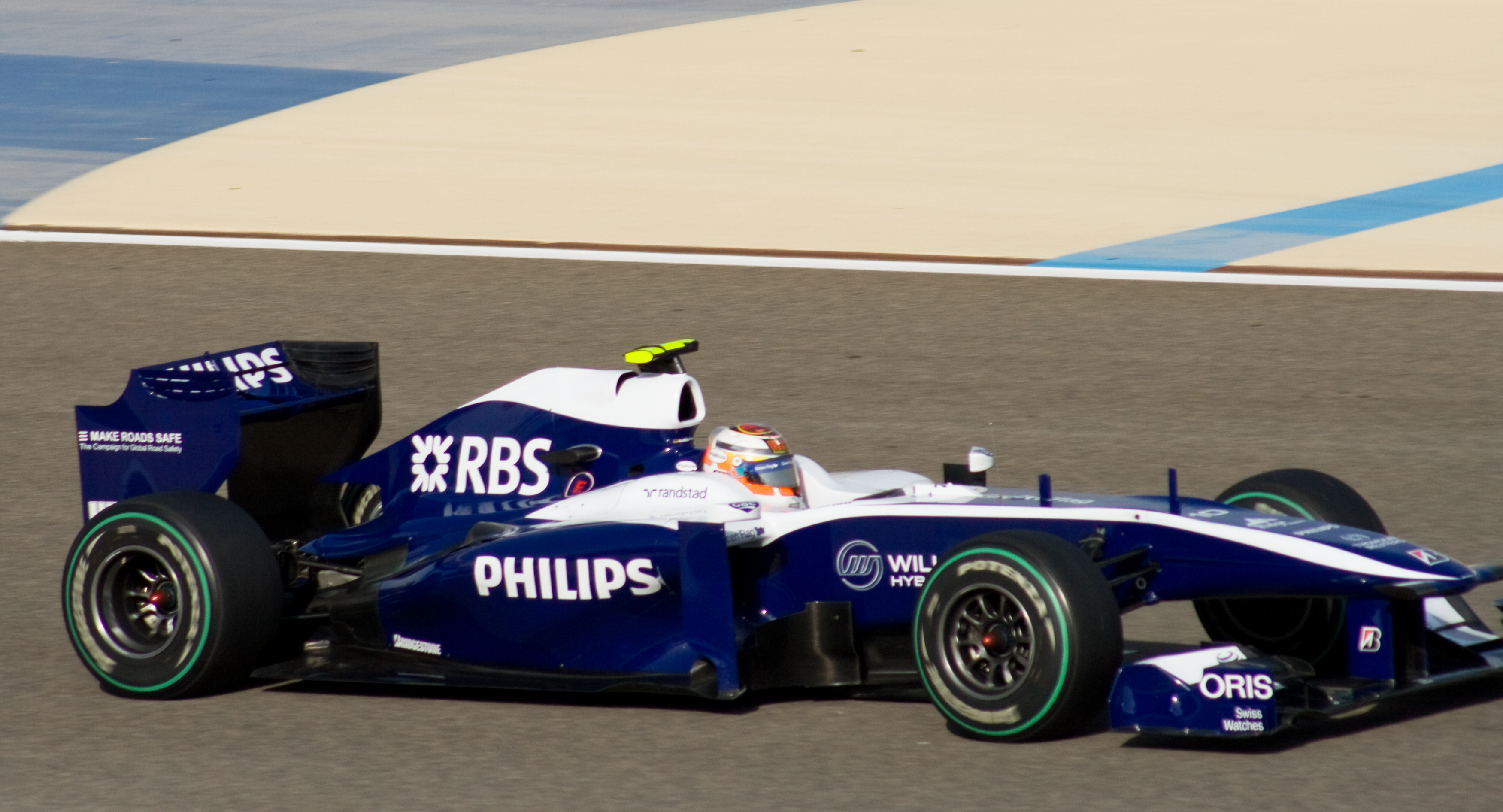
Hülkenberg a 2010-es Bahreini Nagydíjon

2010-ben nagy változások léptek fel a csapatnál, hiszen a csapat ismét visszatért a Cosworth motorokhoz, míg egy teljesen új pilótapárossal állt rajthoz: az ex-brawnos Rubens Barrichellóval és a GP2-es bajnoki címvédővel Nico Hülkenberggel. Legjobb eredményük ebben az évben is csak egy 4. hely volt, Barrichello által, viszont a megváltozott pontszerzési szabályoknak köszönhetően (már az első tíz versenyző kapott pontot) a 6. helyen zárták az évet. A brazil nagydíjon Hülkenberg a pole-pozícióból indulhatott, ám autója gyenge teljesítménye miatt csak a 8. helyen végzett. 2011-ben a csapat Rubens Barrichellóval és a 2010-es GP2-es bajnok Pastor Maldonadóval kezdte meg az idényt, aki a venezuelai állami PDVSA olajvállalat jelentős támogatását élvezte, Hülkenberget pedig pénzügyi okokra hivatkozva elbocsátották. Az autó abszolút versenyképtelen volt ebben az évben, Barrichello csak a monacói és a kanadai nagydíjon szerzett pontot (mindkétszer 9. helyen ért a célba), míg csapattársa, Maldonado csak a belga nagydíjon tudott pontot szerezni, miután tizedikként intették le. A csapat 5 ponttal a csalódást keltő 9. helyen végzett a konstruktőri versenyben, utoljára 1978-ban végeztek ebben a pozícióban. (akkor 11 pont volt a nevük mellett)

### Második Renault-éra (2012-2013)

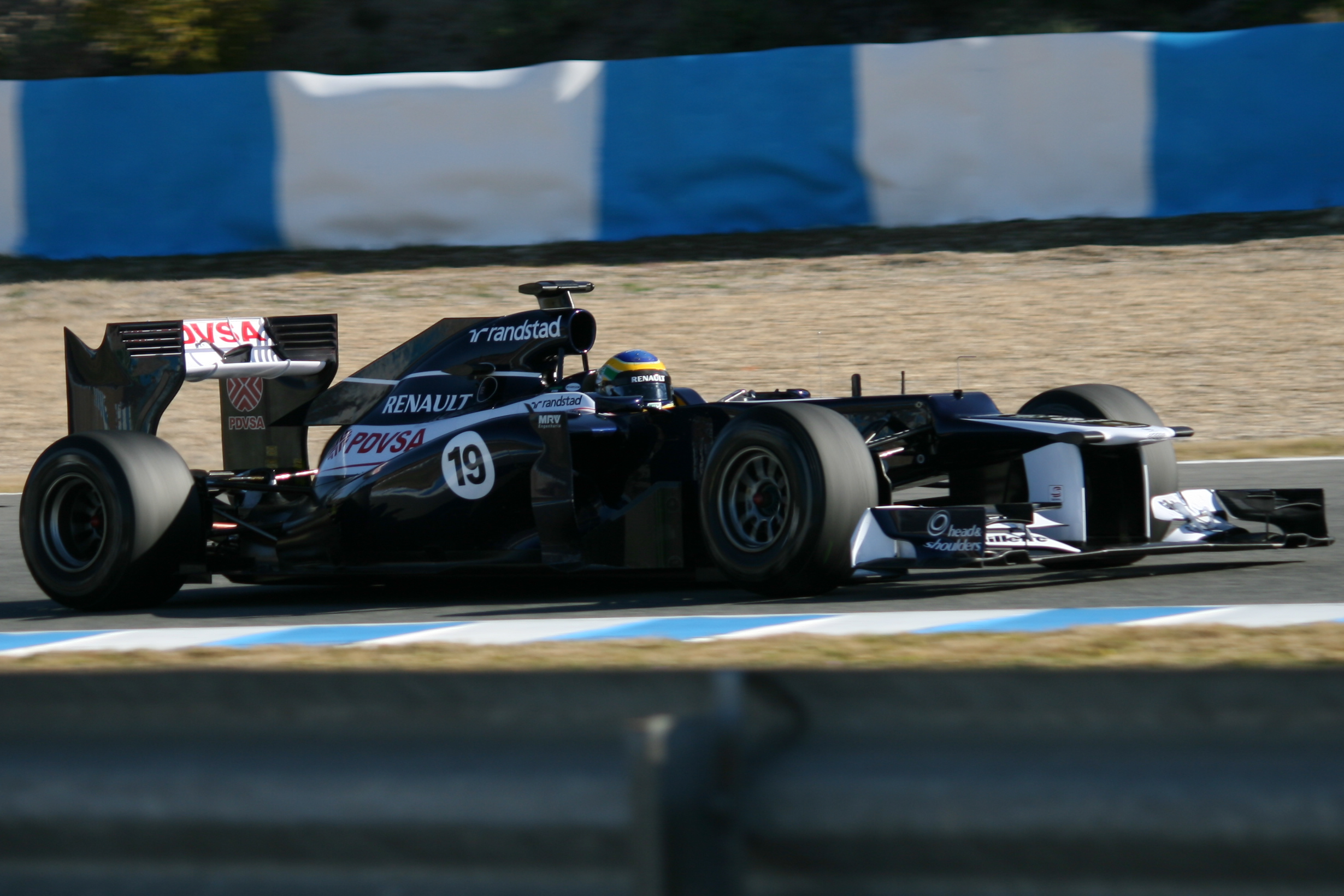
Bruno Senna 2012-ben a Jerezi teszten

2011. július 4-én bejelentette a csapat, hogy 1997 után újra a Renault fogja szállítani nekik a motorokat. Pastor Maldonado maradt a csapatnál, Barrichello helyére pedig Bruno Sennát, Ayrton Senna unokaöccsét szerződtették, aki mögött szintén jelentős támogatók álltak. Az idény kezdetén biztató volt a csapat formája, Spanyolországban Maldonado nagy meglepetésre a 2. rajthelyet szerezte meg, de az élről indulhatott, miután Lewis Hamiltont kizárták az időmérő edzésről. A versenyt Maldonado megnyerte, ezzel a 2004-es brazil nagydíj után, 8 év után ismét futamot nyert a csapatnak, melynek örömét egy sajnálatos garázstűz árnyékolta be. A teljesítmény azonban ezt követően visszaesett, s bár gyűjtöttek még pontokat, 76 ponttal a 8. helyen zártak. A következő évben Pastor Maldonadóval, valamint a 2011-ben a GP3-as bajnokságot megnyerő Valtteri Bottassal indultak a rajtrácson, aki már az előző évben sok lehetőséget kapott a csapattól a szabadedzéseken. Ez az év azonban nem a várakozásoknak megfelelően indult a csapatnál. Nemhogy az előző évi teljesítménytől maradt el jócskán a gárda, hanem még a 2011-es évi teljesítményt is jóformán alulmúlta. Mindössze két alkalommal tudtak pontszerző helyen célba érni, Maldonado a magyar nagydíjon a 10. helyet szerezte meg, míg Bottas az amerikai nagydíjon a 8. helyen ért célba. A csapat a csalódást keltő 9. helyen végzett a konstruktőri pontversenyben mindössze 5 ponttal, ami az eredmények miatt még a 2011-es helyezésüknél is rosszabb idényt jelentett.
2013-ban lett Frank Williams lánya, Claire a helyettes csapatfőnök, ami a gyakorlatban tényleges csapatfőnöki szerepkört jelentett, figyelemmel apja romló egészségi állapotára.

### A Mercedes-éra kezdete és a Williams-család kiszállása (2014-2020)

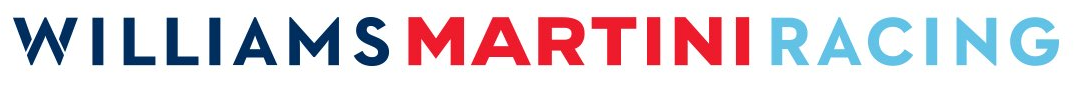
A Williams Martini Racing logó (2014-2018)

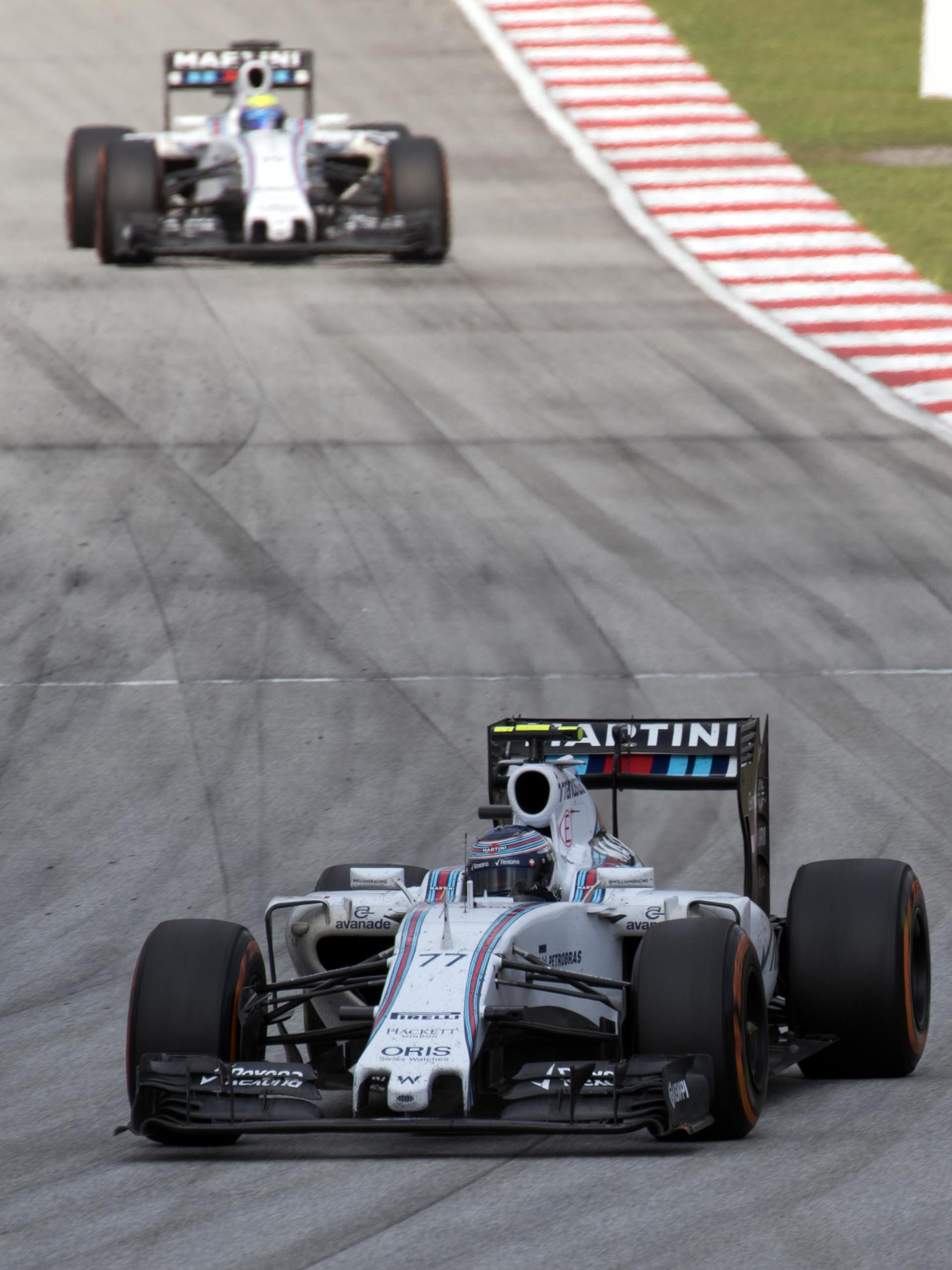
A két Williams a 2015-ös Maláj Nagydíjon

2013. május 30-án hivatalosan is bejelentették, hogy a 2014-től kezdődő turbómotoros korszakot a Renault helyett a Mercedesszel fogják elkezdeni. A csapat pilótapárosa Valtteri Bottas és Felipe Massa lettek, az új főszponzor pedig a Martini, aminek köszönhetően a legendás festés is visszatért a Formula–1-be: az autók fehér alapon piros-kék csíkokat kaptak. Az autó az egész idény folytán versenyképesnek bizonyult, versenyzőik a különösen erős gyári Mercedes-csapat mellett folyamatosan esélyesek voltak a dobogóra, néhány rosszul sikerült versenytől eltekintve. Az osztrák nagydíjon az első sorból indultak (Felipe Massáé lett a pole-pozíció), bár végül csak Bottas jutott fel a dobogóra, 3. helyével. A szezon végén kettős dobogó is összejött Massa 2. míg Bottas 3. helyen zárta az Abu-Dzabi nagydíjat. Így a 2005-ös monacói nagydíj óta most először volt két Willams versenyző az első 3 között. A csapat a 3. helyen zárta a 2014-es F1 szezont.
Formájukat 2015-ben is megtartották, igaz, ekkor új vetélytársat kaptak a Ferrari személyében, de a konstruktőri harmadik hely ezúttal is összejött. 2016-ban a csapat teljesítményében visszaesés mutatkozott, műszaki és egyéb hibák hátráltatták őket, így mindössze az 5. helyet szerezték meg, miután a nagy rivális Force India is megelőzte őket.

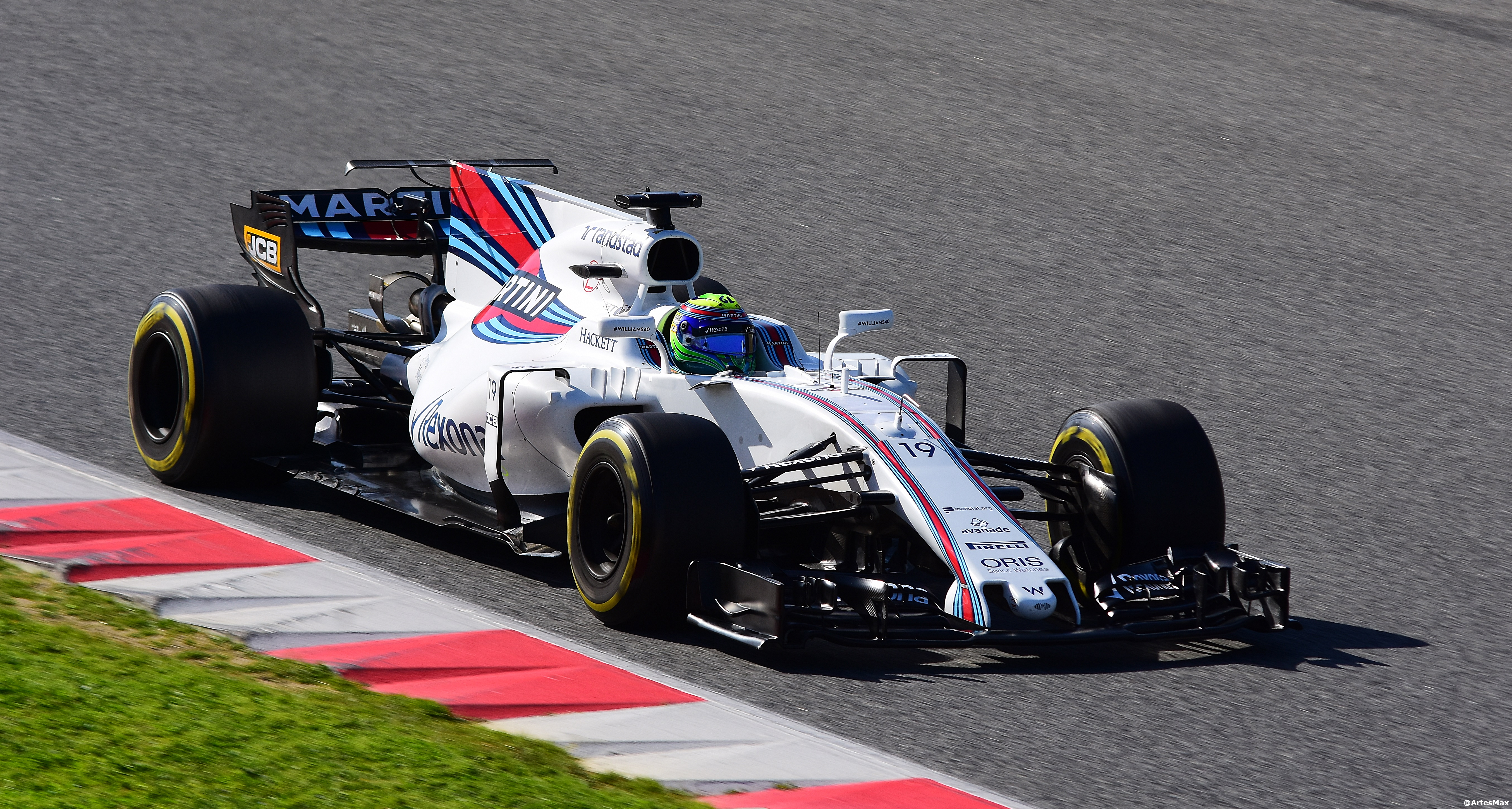
Massa egy 2017-es teszten

2017-ben a csapat 40. születésnapját ünnepelte, ennek megfelelően az autó elnevezése egy számot ugrott, és FW39 helyett FW40-nek nevezték el a következőt. A pilótafelállás eredetileg annyiban változott volna, hogy az idény végén visszavonult Felipe Massa helyére a fiatal Lance Stroll ült volna be, miután azonban Nico Rosberg, a regnáló világbajnok is visszavonult, és helyette leszerződtették Valtteri Bottast, kellett egy rutinosabb versenyző is a fiatal mellé. Massa visszavonulása így alig pár hétig tartott, miután visszahívták. Az évet végül ismét az 5. helyen fejezték be, miután idén sem nem tudták megverni a Force Indiát.
2018-ban Stroll mellé az újonc Szergej Szirotkin került, miután Massa 2017 végén véglegesen visszavonult. A csapat sok kritikát kapott a fiatal, tapasztalatlan párossal kapcsolatban, és mint kiderült, teljesen jogosan. Az új autó, a Williams FW41 kicsit sem bizonyult megbízhatónak, és a csapat az év első kilenc versenyén összesen 4 pontot tudott gyűjteni az azeri nagydíjon Stroll által. Az alakulat ezenkívül mindössze az olasz nagydíjon tudott pontot szerezni, ott viszont ez mindkét pilótának sikerült, ugyanis Romain Grosjean 6. helyről való kizárását követően Stroll a 9., Szirotkin a 10. helyen lett rangsorolva. A csapat így az egész év alatt mindössze 7 pontot gyűjtött, és sereghajtóként zárták az évet. Ebben az idényben kezdődött a csapat lejtmenete, melynek során a középmezőnyből is kezdtek szép lassan kizuhanni.

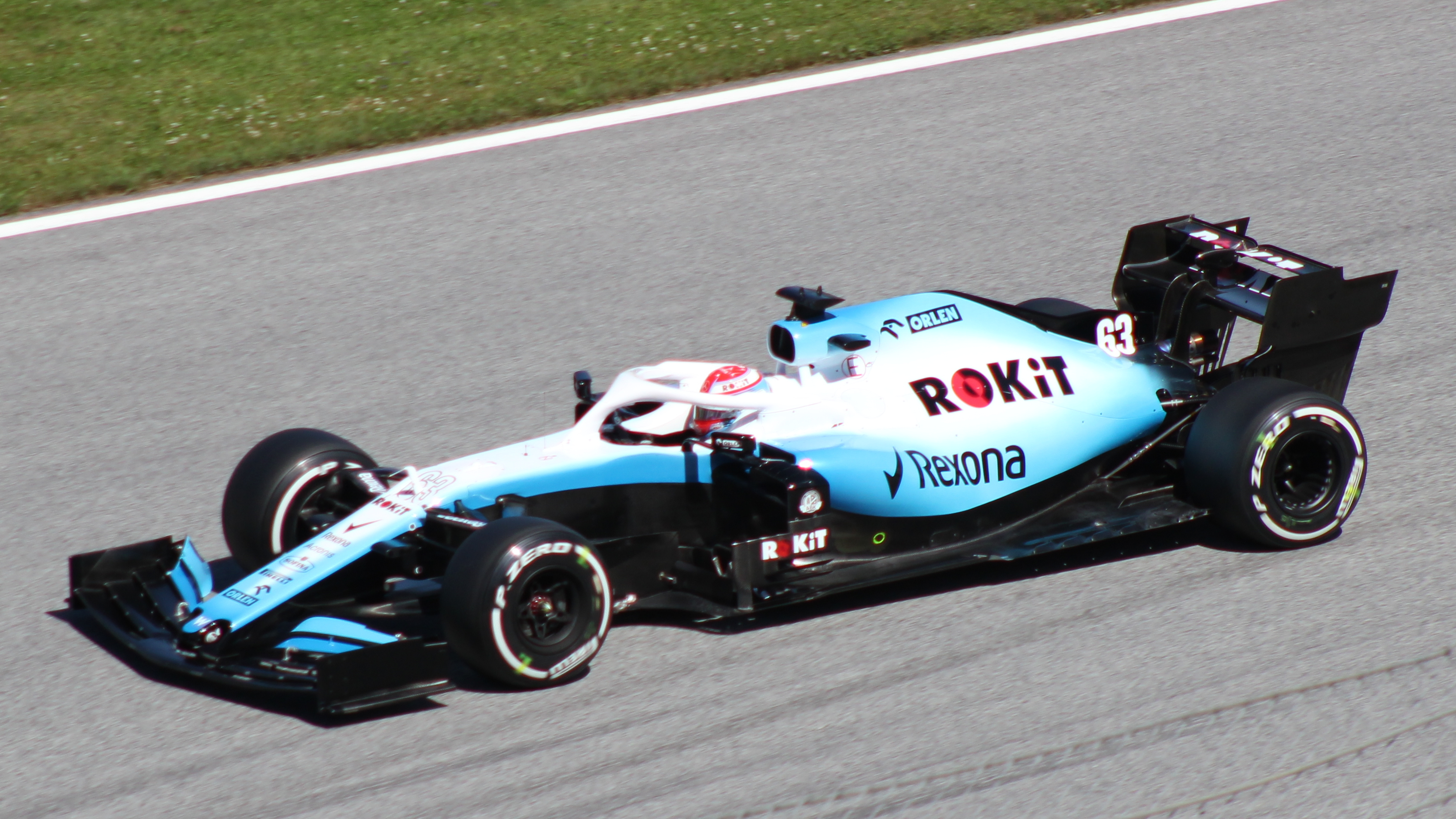
Az újonc George Russell 21-0-ra verte az időmérőkön csapattársát Robert Kubicát

A 2018-as idény végével a Martini kiszállt mögülük, mint névadó szponzor. Leigazolták azonban a regnáló Formula–2-es világbajnokot, George Russell-t, valamint a 2011-es súlyos ralibalesete után visszatérő Robert Kubicát. Új szponzorok is érkeztek hozzájuk: névadó szponzorként a ROKiT telekommunikációs cég, valamint a PKN Orlen. Az új autóval, az FW42-essel súlyos problémák voltak: nem készültek el vele időben, ezért alig tudtak vele tesztelni, ráadásul egyes alkatrészeit nem engedélyezték, ezért át is kellett építeni. A nehéz és lassú autó egyértelműen a leggyengébb volt a mezőnyben, egész évben mindössze egyetlen pontot szereztek, Kubica révén, azt is csak azért, mert utóbb kizárták az előttük végzett versenyzőket. Az időmérő edzés első szakaszából egyszer sem tudtak továbbjutni. A kudarc miatt azonnal menesztették Paddy Lowe-t, akivel szemben még az a vád is felmerült, hogy szándékosan tervezte félre az autót, hogy a kudarcok miatt értékét vesztő csapatot olcsóbban tudja átjátszani az orosz SMP Racing részére. A csapathoz visszatért tanácsadóként a korábbi alapító Patrick Head.
2020-ban Kubica távozott, helyette a korábbi tesztpilóta Nicholas Latifi érkezett. A szezon eleji teszteken az autó feltűnő, kék-fehér-piros festést kapott, a főszponzor ROKiT miatt, azonban ezzel a színnel sohasem versenyeztek, mert a koronavírus-járvány miatt lerövidült csonka szezonban az idénynyitó osztrák futam előtt a főszponzor váratlanul szerződést bontott. Így a színséma átdolgozott, fehér-kék alapú lett. A járvány komoly pénzügyi problémákat is okozott a csapatnál, amely kénytelen volt tőkeinjekciót szerezni és elzálogosítani klasszikus versenyautóit, illetve később eladásra hirdették meg magának a csapatnak a tulajdonrészét is. A kocsi a tavalyi évhez képest már jóval megbízhatóbb és gyorsabb volt, George Russell a Stájer Nagydíjon és a hazai Brit Nagydíjon is a Q2-be kvalifikálta magát, míg a Magyar Nagydíjon mindkét Williams a Q2-ben végzett. A csapat a tavalyihoz képest jelentősen javuló teljesítményt látva bejelentette, hogy a 2021-es szezonra is marad a Russell-Latifi versenyzőpáros. Az év során, fennállásuk során először, nem gyűjtöttek egyetlen pontot sem.

### A Dorilton Capital tulajdonában (2020-)
2020 augusztusában bejelentették, hogy a csapatot megvásárolja az amerikai Dorilton Capital, mindösszesen 152 millió euróért. Az ügylet keretén belül a Williams összes adósságát kifizették, továbbá vállalták, hogy a csapat nevét meghagyják és a székhelyét sem teszik át máshová. Claire Williams utoljára a 2020-as olasz nagydíjon volt csapatfőnök, ezt követően pedig 43 év után a Williams család kiszállt a sportágból. Frank Williams a csapat tiszteletbeli örökös csapatfőnöke maradt, egészen 2021 novemberében bekövetkezett haláláig. A helyére ideiglenesen Simon Roberts került, majd az év végén bejelentették, hogy Jost Capito is érkezik a csapathoz, mint igazgató, majd 2021 közepétől csapatfőnök. Technikai igazgatóként érkezett François-Xavier Demaison, akinek az volt a feladata, hogy próbálja a csapat technikai lemaradását csökkenteni. Az idényben nemcsak pontszerzésre, hanem kettős pontszerzésre is képesek voltak, Russell révén pedig egy második helyet is szereztek.
2022-ben George Russell távozott a Mercedes csapatához, helyére Alexander Albon érkezett. Az új szabályrendszer szerint épített autóval Albon jól helytállt, valamint az ő helyére az olasz nagydíjon beugró Nyck de Vries is, aki élete első versenyén rögtön pontokat szerzett. Latifi azonban gyenge volt, ezért tőle az év végén megváltak, és 2023-ban már Logan Sargeant ült a helyén. 2023-tól új csapatfőnöke is lett a Williamsnek, James Wowles személyében, aki a Mercedes csapatától érkezett. Az idény remekül sikerült a csapat számára, ugyanis konstruktőri hetedikek lettek, bár ez jobbára Albonnak volt köszönhető, Sargeant egyetlen pontot szerzett csak egész évben. 2024 ehhez képest csalódást keltő volt: az autó érezhetően gyengébb volt, a rendszeres autótörések miatt pedig a csapatnak kevés tartalék alkatrésze volt, és anyagilag is sokba került nekik. Nem segítette őket az sem, hogy a technikai lemaradást egy hirtelen ugrással akarták megvalósítani, amire nem voltak felkészülve. Az idényt kilencedikként zárták. A gyenge Sargeant helyére az idény második felében Franco Colapinto ülhetett. 2025-ben a már Colapinto beültetése előtt leszerződtetett Carlos Sainz lett a másik versenyzőjük, és a csapat formája jelentősen javult. Ugyan elsőként hagyták abba az autójuk fejlesztését, hogy a következő évi új szabályrendszerre készüljenek, mégis képesek voltak erőből a rendszeres pontszerzésre, sőt a rendszeres kettős pontszerzésre is.

## A Williams-csoport
A Williams nemcsak a versenycsapatot jelenti, hanem azon belül több más kisebb céget is, valamint együttműködést más csoportokkal. 2014-ig a Williams Hybrid Power, 2022-ig a Williams Advanced Engineering is a része volt. A cégcsoport többségi tulajdonosa a Dorilton Capital, ezenkívül résztulajdonosai még más magánszemélyek, többek között Patrick Head és Toto Wolff is, illetve a részvények egy kisebb hányadát a dolgozók kapták.

### Williams Heritage
Ennek a divíziónak a feladata a Williams régi, már nem használt versenyautóinak megőrzése és karbantartása, illetve alkalmanként rendezvényeken történő szerepeltetése. Székhelyük Grove-ban van.

### Williams Grand Prix Technologies
A 2024 áprilisában indult cég feladata az, hogy olyan technológiákat dolgozzanak ki és fejlesszenek, amelyeket nemcsak a versenysportban, de az élet más területein is lehet használni. Ők üzemeltetik a szélcsatornát és a szimulátort is.

### Williams Versenyzői Akadémia (Driver Academy)
Más csapatokhoz hasonlóan a Williams is igyekszik saját maga kinevelni a jövő nagy tehetségeit. Korábbi tagok voltak Franco Colapinto, Logan Sargeant, Lance Stroll, Oliver Rowland, Nicholas Latifi, Dan Ticktum, és Jack Aitken. Rowland és Ticktum kivételével valamennyien versenyeztek is a Formula–1-ben.
| Pilóta              | Kezdés | Jelenlegi bajnokság                       |
| ------------------- | ------ | ----------------------------------------- |
| Luke Browning       | 2023   | Formula–2                                 |
| Olekszandr Bondarev | 2023   | Formula–4 közel keleti és olasz bajnokság |
| Lia Block           | 2023   | F1 Academy                                |
| Alessandro Giusti   | 2024   | Formula–3                                 |
| Macui Szara         | 2024   | Gokart                                    |
| Dean Hoogendoorn    | 2024   | Gokart                                    |
| Lucas Palacio       | 2024   | Gokart                                    |
| Will Green          | 2024   | Gokart                                    |

### Csapatnagykövet
Jelenleg a csapat három nagykövetet foglalkoztat: a 2009-es világbajnok Jenson Buttont, aki 2000-ben a csapattal mutatkozhatott be; az 1997-es világbajnok Jacques Villeneuve-öt, valamint a versenyzői akadénia korábbi növendékét, Jamie Chadwick-et.

## Eredmények a Formula–1-ben

### Összefoglaló
| Szezon | Név                                                   | Modell                       | Gumi | Motor                           | Üzemanyag  | Rajtszám    | Versenyzõk                                                         | Helyezés               |
| ------ | ----------------------------------------------------- | ---------------------------- | ---- | ------------------------------- | ---------- | ----------- | ------------------------------------------------------------------ | ---------------------- |
| 1977   | Williams Grand Prix Engineering                       | March 761                    | G    | Ford-Cosworth V8                |            | 27.         | Patrick Nève                                                       | – (0 pont)             |
| 1978   | Williams Grand Prix Engineering                       | Williams FW06                | G    | Ford-Cosworth V8                | Mobil      | 27.         | Alan Jones                                                         | 9. (11 pont)           |
| 1979   | Albilad-Saudia Racing Team                            | Williams FW06 Williams FW07  | G    | Ford-Cosworth V8                | Mobil      | 27. 28.     | Alan Jones Clay Regazzoni                                          | 2. (120 pont)          |
| 1980   | Albilad Williams Racing Team                          | Williams FW07 Williams FW07B | G    | Ford-Cosworth V8                | Mobil      | 27. 28.     | Alan Jones Carlos Reutemann                                        | Világbajnok (120 pont) |
| 1981   | Albilad Williams Racing Team TAG Williams Racing Team | Williams FW07C               | G    | Ford-Cosworth V8                | Mobil      | 1. 2.       | Alan Jones Carlos Reutemann                                        | Világbajnok (95 pont)  |
| 1982   | TAG Williams Racing Team                              | Williams FW07C Williams FW08 | G    | Ford-Cosworth V8                | Mobil      | 5. 6.       | Carlos Reutemann Mario Andretti Derek Daly Keke Rosberg            | 4. (58 pont)           |
| 1983   | TAG Williams Racing Team                              | Williams FW08C Williams FW09 | G    | Ford-Cosworth V8 Honda V6 turbó | Mobil      | 1. 2. 42.   | Keke Rosberg Jacques Laffite Jonathan Palmer                       | 4. (36 pont)           |
| 1984   | Williams Grand Prix Engineering                       | Williams FW09 Williams FW09B | G    | Honda V6 turbó                  | Mobil      | 5. 6.       | Jacques Laffite Keke Rosberg                                       | 6. (25.5 pont)         |
| 1985   | Canon Williams Honda Team                             | Williams FW10 Williams FW10B | G    | Honda V6 turbó                  | Mobil      | 5. 6.       | Nigel Mansell Keke Rosberg                                         | 3. (71 pont)           |
| 1986   | Canon Williams Honda Team                             | Williams FW11                | G    | Honda V6 turbó                  | Mobil      | 5. 6.       | Nigel Mansell Nelson Piquet                                        | Világbajnok (141 pont) |
| 1987   | Canon Williams Honda Team                             | Williams FW11B               | G    | Honda V6 turbó                  | Mobil      | 5. 6.       | Nigel Mansell Riccardo Patrese Nelson Piquet                       | Világbajnok (137 pont) |
| 1988   | Canon Williams Team                                   | Williams FW12                | G    | Judd V8                         | Mobil      | 5. 6.       | Nigel Mansell Martin Brundle Jean-Louis Schlesser Riccardo Patrese | 7. (20 pont)           |
| 1989   | Canon Williams Team                                   | Williams FW12C Williams FW13 | G    | Renault V10                     | Elf        | 5. 6.       | Thierry Boutsen Riccardo Patrese                                   | 2. (77 pont)           |
| 1990   | Canon Williams Team                                   | Williams FW13B               | G    | Renault V10                     | Elf        | 5. 6.       | Thierry Boutsen Riccardo Patrese                                   | 4. (57 pont)           |
| 1991   | Canon Williams Team                                   | Williams FW14                | G    | Renault V10                     | Elf        | 5. 6.       | Nigel Mansell Riccardo Patrese                                     | 2. (125 pont)          |
| 1992   | Canon Williams Team                                   | Williams FW14B               | G    | Renault V10                     | Elf        | 5. 6.       | Nigel Mansell Riccardo Patrese                                     | Világbajnok (164 pont) |
| 1993   | Canon Williams Team                                   | Williams FW15C               | G    | Renault V10                     | Elf        | 0. 2.       | Damon Hill Alain Prost                                             | Világbajnok (168 pont) |
| 1994   | Rothmans Williams Renault                             | Williams FW16 Williams FW16B | G    | Renault V10                     | Elf        | 0. 2.       | Damon Hill Ayrton Senna David Coulthard Nigel Mansell              | Világbajnok (118 pont) |
| 1995   | Rothmans Williams Renault                             | Williams FW17 Williams FW17B | G    | Renault V10                     | Elf        | 5. 6.       | Damon Hill David Coulthard                                         | 2. (118 pont)          |
| 1996   | Rothmans Williams Renault                             | Williams FW18                | G    | Renault V10                     | Elf        | 5. 6.       | Damon Hill Jacques Villeneuve                                      | Világbajnok (175 pont) |
| 1997   | Rothmans Williams Renault                             | Williams FW19                | G    | Renault V10                     | Elf        | 3. 4.       | Jacques Villeneuve Heinz-Harald Frentzen                           | Világbajnok (123 pont) |
| 1998   | Winfield Williams                                     | Williams FW20                | G    | Mecachrome V10                  | Petrobras  | 1. 2.       | Jacques Villeneuve Heinz-Harald Frentzen                           | 3. (38 pont)           |
| 1999   | Winfield Williams                                     | Williams FW21                | B    | Supertec V10                    | Petrobras  | 5. 6.       | Alex Zanardi Ralf Schumacher                                       | 5. (35 pont)           |
| 2000   | BMW WilliamsF1 Team                                   | Williams FW22                | B    | BMW V10                         | Petrobras  | 9. 10.      | Ralf Schumacher Jenson Button                                      | 3. (36 pont)           |
| 2001   | BMW WilliamsF1 Team                                   | Williams FW23                | M    | BMW V10                         | Petrobras  | 5. 6.       | Ralf Schumacher Juan Pablo Montoya                                 | 3. (80 pont)           |
| 2002   | BMW WilliamsF1 Team                                   | Williams FW24                | M    | BMW V10                         | Petrobras  | 5. 6.       | Ralf Schumacher Juan Pablo Montoya                                 | 2. (92 pont)           |
| 2003   | BMW WilliamsF1 Team                                   | Williams FW25                | M    | BMW V10                         | Petrobras  | 3. 4.       | Juan Pablo Montoya Ralf Schumacher Marc Gené                       | 2. (144 pont)          |
| 2004   | BMW WilliamsF1 Team                                   | Williams FW26                | M    | BMW V10                         | Petrobras  | 3. 4.       | Juan Pablo Montoya Ralf Schumacher Marc Gené Antônio Pizzonia      | 4. (88 pont)           |
| 2005   | BMW WilliamsF1 Team                                   | Williams FW27                | M    | BMW V10                         | Petrobras  | 7. 8.       | Mark Webber Nick Heidfeld Antônio Pizzonia                         | 5. (66 pont)           |
| 2006   | WilliamsF1 Team                                       | Williams FW28                | B    | Cosworth V8                     | Petrobras  | 9. 10.      | Mark Webber Nico Rosberg                                           | 8. (11 pont)           |
| 2007   | AT&T Williams                                         | Williams FW29                | B    | Toyota V8                       | Petrobras  | 16. 17.     | Nico Rosberg Alexander Wurz Nakadzsima Kazuki                      | 4. (33 pont)           |
| 2008   | AT&T Williams                                         | Williams FW30                | B    | Toyota V8                       | Petrobras  | 7. 8.       | Nico Rosberg Nakadzsima Kazuki                                     | 8. (26 pont)           |
| 2009   | AT&T Williams                                         | Williams FW31                | B    | Toyota V8                       | ExxonMobil | 16. 17.     | Nico Rosberg Nakadzsima Kazuki                                     | 7. (34.5 pont)         |
| 2010   | AT&T Williams                                         | Williams FW32                | B    | Cosworth V8                     | BP         | 9. 10.      | Rubens Barrichello Nico Hülkenberg                                 | 6. (69 pont)           |
| 2011   | AT&T Williams                                         | Williams FW33                | P    | Cosworth V8                     | BP         | 11. 12.     | Rubens Barrichello Pastor Maldonado                                | 9. (5 pont)            |
| 2012   | Williams F1 Team                                      | Williams FW34                | P    | Renault V8                      | Total      | 18. 19.     | Pastor Maldonado Bruno Senna                                       | 8. (76 pont)           |
| 2013   | Williams F1 Team                                      | Williams FW35                | P    | Renault V8                      | Total      | 16. 17.     | Pastor Maldonado Valtteri Bottas                                   | 9. (5 pont)            |
| 2014   | Williams Martini Racing                               | Williams FW36                | P    | Mercedes V6 turbó               | Petrobras  | 19. 77.     | Felipe Massa Valtteri Bottas                                       | 3. (320 pont)          |
| 2015   | Williams Martini Racing                               | Williams FW37                | P    | Mercedes V6 turbó               | Petrobras  | 19. 77.     | Felipe Massa Valtteri Bottas                                       | 3. (257 pont)          |
| 2016   | Williams Martini Racing                               | Williams FW38                | P    | Mercedes V6 turbó               | Petrobras  | 19. 77.     | Felipe Massa Valtteri Bottas                                       | 5. (138 pont)          |
| 2017   | Williams Martini Racing                               | Williams FW40                | P    | Mercedes V6 turbó               | Petronas   | 18. 19. 40. | Lance Stroll Felipe Massa Paul di Resta                            | 5. (83 pont)           |
| 2018   | Williams Martini Racing                               | Williams FW41                | P    | Mercedes V6 turbó               | Petronas   | 18 35.      | Lance Stroll Szergej Szirotkin                                     | 10. (7 pont)           |
| 2019   | ROKiT Williams Racing                                 | Williams FW42                | P    | Mercedes V6 turbó               | Petronas   | 63. 88.     | George Russell Robert Kubica                                       | 10. (1 pont)           |
| 2020   | Williams Racing                                       | Williams FW43                | P    | Mercedes V6 turbó               | Petronas   | 6. 63. 89.  | Nicholas Latifi George Russell Jack Aitken                         | 10. (0 pont)           |
|        |                                                       |                              |      |                                 |            |             |                                                                    |                        |
| 2021   | Williams Racing                                       | Williams FW43B               | P    | Mercedes V6 turbó               | Petronas   | 6. 63.      | Nicholas Latifi George Russell                                     | 8. (23 pont)           |
| 2022   | Williams Racing                                       | Williams FW44                | P    | Mercedes V6 turbó               | Petronas   | 6. 23. 45.  | Nicholas Latifi Alexander Albon Nyck de Vries                      | 10. (8 pont)           |
| 2023   | Williams Racing                                       | Williams FW45                | P    | Mercedes V6 turbó               | Petronas   | 2. 23.      | Logan Sargeant Alexander Albon                                     | 7. (28 pont)           |
| 2024   | Williams Racing                                       | Williams FW46                | P    | Mercedes V6 turbó               | Petronas   | 2. 23. 43.  | Logan Sargeant Alexander Albon Franco Colapinto                    | 9. (17 pont)           |
| 2025   | Atlassian Williams Racing                             | Williams FW47                | P    | Mercedes V6 turbó               | Petronas   | 55. 23.     | Carlos SainzAlexander Albon                                        | *5. (54 pont)          |

*folyamatban lévő szezon

### Teljes Formula–1-es eredménysorozata
(Táblázat értelmezése)

(Félkövér: pole-pozícióból indult; dőlt: leggyorsabb kört futott) 

| 1977 | March 761  | Ford-Cosworth DFV 3.0 V8                            | G   |                       | ARG | BRA | RSA | USW | ESP | MON | BEL | SWE | FRA | GBR | GER | AUT | NED | ITA | USA | CAN | JPN |     |     |     |     | 0    | -   |    |    |
| 1977 | March 761  | Ford-Cosworth DFV 3.0 V8                            | G   | Patrick Nève          |     |     |     |     | 12  |     | 10  | 15  | NK  | 10  | NK  | 9   | NK  | 7   | 18  | Ki  |     |     |     |     |     | 0    | -   |    |    |
| 1978 | FW06       | Ford-Cosworth DFV 3.0 V8                            | G   |                       | ARG | BRA | RSA | USW | MON | BEL | ESP | SWE | FRA | GBR | GER | AUT | NED | ITA | USA | CAN |     |     |     |     |     | 11   | 9.  |    |    |
| 1978 | FW06       | Ford-Cosworth DFV 3.0 V8                            | G   | Alan Jones            | Ki  | 14  | 4   | 7   | Ki  | 10  | 8   | Ki  | 5   | Ki  | Ki  | Ki  | Ki  | 13  | 2   | 9   |     |     |     |     |     | 11   | 9.  |    |    |
| 1979 | FW06 FW07  | Ford-Cosworth DFV 3.0 V8                            | G   |                       | ARG | BRA | RSA | USW | ESP | BEL | MON | FRA | GBR | GER | AUT | NED | ITA | CAN | USA |     |     |     |     |     |     | 75   | 2.  |    |    |
| 1979 | FW06 FW07  | Ford-Cosworth DFV 3.0 V8                            | G   | Alan Jones            | 9   | Ki  | Ki  | 3   | Ki  | Ki  | Ki  | 4   | Ki  | 1   | 1   | 1   | 9   | 1   | Ki  |     |     |     |     |     |     | 75   | 2.  |    |    |
| 1979 | FW06 FW07  | Ford-Cosworth DFV 3.0 V8                            | G   | Clay Regazzoni        | 10  | 15  | 9   | Ki  | Ki  | Ki  | 2   | 6   | 1   | 2   | 5   | Ki  | 3   | 3   | Ki  |     |     |     |     |     |     | 75   | 2.  |    |    |
| 1980 | FW07 FW07B | Ford-Cosworth DFV 3.0 V8                            | G   |                       | ARG | BRA | RSA | USW | BEL | MON | FRA | GBR | GER | AUT | NED | ITA | CAN | USA |     |     |     |     |     |     |     | 120  | 1.  |    |    |
| 1980 | FW07 FW07B | Ford-Cosworth DFV 3.0 V8                            | G   | Alan Jones            | 1   | 3   | Ki  | Ki  | 2   | Ki  | 1   | 1   | 3   | 2   | 11  | 2   | 1   | 1   |     |     |     |     |     |     |     | 120  | 1.  |    |    |
| 1980 | FW07 FW07B | Ford-Cosworth DFV 3.0 V8                            | G   | Carlos Reutemann      | Ki  | Ki  | 5   | Ki  | 3   | 1   | 6   | 3   | 2   | 3   | 4   | 3   | 2   | 2   |     |     |     |     |     |     |     | 120  | 1.  |    |    |
| 1981 | FW07C      | Ford-Cosworth DFV 3.0 V8                            | M G |                       | USW | BRA | ARG | SMR | BEL | MON | ESP | FRA | GBR | GER | AUT | NED | ITA | CAN | LVS |     |     |     |     |     |     | 95   | 1.  |    |    |
| 1981 | FW07C      | Ford-Cosworth DFV 3.0 V8                            | M G | Alan Jones            | 1   | 2   | 4   | 12  | Ki  | 2   | 7   | 17  | Ki  | 11  | 4   | 3   | 2   | Ki  | 1   |     |     |     |     |     |     | 95   | 1.  |    |    |
| 1981 | FW07C      | Ford-Cosworth DFV 3.0 V8                            | M G | Carlos Reutemann      | 2   | 1   | 2   | 3   | 1   | Ki  | 4   | 10  | 2   | Ki  | 5   | Ki  | 3   | 10  | 8   |     |     |     |     |     |     | 95   | 1.  |    |    |
| 1982 | FW07D FW08 | Ford-Cosworth DFV 3.0 V8                            | G   |                       | RSA | BRA | USW | SMR | BEL | MON | DET | CAN | NED | GBR | FRA | GER | AUT | SUI | ITA | LVS |     |     |     |     |     | 58   | 4.  |    |    |
| 1982 | FW07D FW08 | Ford-Cosworth DFV 3.0 V8                            | G   | Carlos Reutemann      | 2   | Ki  |     | Vi  |     |     |     |     |     |     |     |     |     |     |     |     |     |     |     |     |     | 58   | 4.  |    |    |
| 1982 | FW07D FW08 | Ford-Cosworth DFV 3.0 V8                            | G   | Keke Rosberg          | 5   | Kiz | 2   | Vi  | 2   | Ki  | 4   | Ki  | 3   | Ki  | 5   | 3   | 2   | 1   | 8   | 5   |     |     |     |     |     | 58   | 4.  |    |    |
| 1982 | FW07D FW08 | Ford-Cosworth DFV 3.0 V8                            | G   | Mario Andretti        |     |     | Ki  |     |     |     |     |     |     |     |     |     |     |     |     |     |     |     |     |     |     | 58   | 4.  |    |    |
| 1982 | FW07D FW08 | Ford-Cosworth DFV 3.0 V8                            | G   | Derek Daly            |     |     |     |     | Ki  | 6   | 5   | 7   | 5   | 5   | 7   | Ki  | Ki  | 9   | Ki  | 6   |     |     |     |     |     | 58   | 4.  |    |    |
| 1983 | FW08C FW09 | Ford-Cosworth DFV 3.0 V8 Honda RA163E 1.5 V6 turbó  | G   |                       | BRA | USW | FRA | SMR | MON | BEL | DET | CAN | GBR | GER | AUT | NED | ITA | EUR | RSA |     |     |     |     |     |     | 36   | 4.  |    |    |
| 1983 | FW08C FW09 | Ford-Cosworth DFV 3.0 V8 Honda RA163E 1.5 V6 turbó  | G   | Keke Rosberg          | Ki  | Ki  | 5   | 4   | 1   | 5   | 2   | 4   | 11  | 10  | 8   | Ki  | 11  | Ki  | 5   |     |     |     |     |     |     | 36   | 4.  |    |    |
| 1983 | FW08C FW09 | Ford-Cosworth DFV 3.0 V8 Honda RA163E 1.5 V6 turbó  | G   | Jacques Laffite       | 4   | 4   | 6   | 7   | Ki  | 6   | 5   | Ki  | 12  | 6   | Ki  | Ki  | NK  | NK  | Ki  |     |     |     |     |     |     | 36   | 4.  |    |    |
| 1983 | FW08C FW09 | Ford-Cosworth DFV 3.0 V8 Honda RA163E 1.5 V6 turbó  | G   | Jonathan Palmer       |     |     |     |     |     |     |     |     |     |     |     |     |     | 13  |     |     |     |     |     |     |     | 36   | 4.  |    |    |
| 1984 | FW09 FW09B | Honda RA163E 1.5 V6 turbó Honda RA164E 1.5 V6 turbó | G   |                       | BRA | RSA | BEL | SMR | FRA | MON | CAN | DET | USA | GBR | GER | AUT | NED | ITA | EUR | POR |     |     |     |     |     | 25.5 | 6.  |    |    |
| 1984 | FW09 FW09B | Honda RA163E 1.5 V6 turbó Honda RA164E 1.5 V6 turbó | G   | Keke Rosberg          | 2   | Ki  | 4   | Ki  | 6   | 4   | Ki  | Ki  | 1   | Ki  | Ki  | Ki  | 7   | Ki  | Ki  | Ki  |     |     |     |     |     | 25.5 | 6.  |    |    |
| 1984 | FW09 FW09B | Honda RA163E 1.5 V6 turbó Honda RA164E 1.5 V6 turbó | G   | Jacques Laffite       | Ki  | Ki  | Ki  | Ki  | 8   | 8   | Ki  | 5   | 4   | Ki  | Ki  | Ki  | Ki  | Ki  | Ki  | 14  |     |     |     |     |     | 25.5 | 6.  |    |    |
| 1985 | FW10 FW10B | Honda RA164E 1.5 V6 turbó                           | G   |                       | BRA | POR | SMR | MON | CAN | DET | FRA | GBR | GER | AUT | NED | ITA | BEL | EUR | RSA | AUS |     |     |     |     |     | 71   | 3.  |    |    |
| 1985 | FW10 FW10B | Honda RA164E 1.5 V6 turbó                           | G   | Nigel Mansell         | Ki  | 5   | 5   | 7   | 4   | Ki  | Ni  | Ki  | 6   | Ki  | 6   | 11  | 2   | 1   | 1   | Ki  |     |     |     |     |     | 71   | 3.  |    |    |
| 1985 | FW10 FW10B | Honda RA164E 1.5 V6 turbó                           | G   | Keke Rosberg          | Ki  | Ki  | Ki  | 8   | 6   | 1   | 2   | Ki  | 12  | Ki  | Ki  | Ki  | 4   | 3   | 2   | 1   |     |     |     |     |     | 71   | 3.  |    |    |
| 1986 | FW11       | Honda RA166E 1.5 V6 turbó                           | G   |                       | BRA | ESP | SMR | MON | BEL | CAN | DET | FRA | GBR | GER | HUN | AUT | ITA | POR | MEX | AUS |     |     |     |     |     | 141  | 1.  |    |    |
| 1986 | FW11       | Honda RA166E 1.5 V6 turbó                           | G   | Nigel Mansell         | Ki  | 2   | Ki  | 4   | 1   | 1   | 5   | 1   | 1   | 3   | 3   | Ki  | 2   | 1   | 5   | Ki  |     |     |     |     |     | 141  | 1.  |    |    |
| 1986 | FW11       | Honda RA166E 1.5 V6 turbó                           | G   | Nelson Piquet         | 1   | Ki  | 2   | 7   | Ki  | 3   | Ki  | 3   | 2   | 1   | 1   | Ki  | 1   | 3   | 4   | 2   |     |     |     |     |     | 141  | 1.  |    |    |
| 1987 | FW11B      | Honda RA167E 1.5 V6 turbó                           | G   |                       | BRA | SMR | BEL | MON | DET | FRA | GBR | GER | HUN | AUT | ITA | POR | ESP | MEX | JPN | AUS |     |     |     |     |     | 137  | 1.  |    |    |
| 1987 | FW11B      | Honda RA167E 1.5 V6 turbó                           | G   | Nigel Mansell         | 6   | 1   | Ki  | Ki  | 5   | 1   | 1   | Ki  | 14  | 1   | 3   | Ki  | 1   | 1   | Ni  |     |     |     |     |     |     | 137  | 1.  |    |    |
| 1987 | FW11B      | Honda RA167E 1.5 V6 turbó                           | G   | Nelson Piquet         | 2   | Ni  | Ki  | 2   | 2   | 2   | 2   | 1   | 1   | 2   | 1   | 3   | 4   | 2   | 15  | Ki  |     |     |     |     |     | 137  | 1.  |    |    |
| 1987 | FW11B      | Honda RA167E 1.5 V6 turbó                           | G   | Riccardo Patrese      |     |     |     |     |     |     |     |     |     |     |     |     |     |     |     | 9   |     |     |     |     |     | 137  | 1.  |    |    |
| 1988 | FW12       | Judd CV 3.5 V8                                      | G   |                       | BRA | SMR | MON | MEX | CAN | DET | FRA | GBR | GER | HUN | BEL | ITA | POR | ESP | JPN | AUS |     |     |     |     |     | 20   | 7.  |    |    |
| 1988 | FW12       | Judd CV 3.5 V8                                      | G   | Nigel Mansell         | Ki  | Ki  | Ki  | Ki  | Ki  | Ki  | Ki  | 2   | Ki  | Ki  |     |     | Ki  | 2   | Ki  | Ki  |     |     |     |     |     | 20   | 7.  |    |    |
| 1988 | FW12       | Judd CV 3.5 V8                                      | G   | Riccardo Patrese      | Ki  | 13  | 6   | Ki  | Ki  | Ki  | Ki  | 8   | Ki  | 6   | Ki  | 7   | Ki  | 5   | 6   | 4   |     |     |     |     |     | 20   | 7.  |    |    |
| 1988 | FW12       | Judd CV 3.5 V8                                      | G   | Martin Brundle        |     |     |     |     |     |     |     |     |     |     | 8   |     |     |     |     |     |     |     |     |     |     | 20   | 7.  |    |    |
| 1988 | FW12       | Judd CV 3.5 V8                                      | G   | Jean-Louis Schlesser  |     |     |     |     |     |     |     |     |     |     |     | 11  |     |     |     |     |     |     |     |     |     | 20   | 7.  |    |    |
| 1989 | FW12C FW13 | Renault RS1 3.5 V10                                 | G   |                       | BRA | SMR | MON | MEX | USA | CAN | FRA | GBR | GER | HUN | BEL | ITA | POR | ESP | JPN | AUS |     |     |     |     |     | 77   | 2.  |    |    |
| 1989 | FW12C FW13 | Renault RS1 3.5 V10                                 | G   | Thierry Boutsen       | Ki  | 4   | 10  | Ki  | 6   | 1   | Ki  | 10  | Ki  | 3   | 4   | 3   | Ki  | Ki  | 3   | 1   |     |     |     |     |     | 77   | 2.  |    |    |
| 1989 | FW12C FW13 | Renault RS1 3.5 V10                                 | G   | Riccardo Patrese      | Ki  | Ki  | 15  | 2   | 2   | 2   | 3   | Ki  | 4   | Ki  | Ki  | 4   | Ki  | 5   | 2   | 3   |     |     |     |     |     | 77   | 2.  |    |    |
| 1990 | FW13B      | Renault RS2 3.5 V10                                 | G   |                       | USA | BRA | SMR | MON | CAN | MEX | FRA | GBR | GER | HUN | BEL | ITA | POR | ESP | JPN | AUS |     |     |     |     |     | 57   | 4.  |    |    |
| 1990 | FW13B      | Renault RS2 3.5 V10                                 | G   | Thierry Boutsen       | 3   | 5   | Ki  | 4   | Ki  | 5   | Ki  | 2   | 6   | 1   | Ki  | Ki  | Ki  | 4   | 5   | 5   |     |     |     |     |     | 57   | 4.  |    |    |
| 1990 | FW13B      | Renault RS2 3.5 V10                                 | G   | Riccardo Patrese      | 15  | 13  | 1   | Ki  | Ki  | 9   | 6   | Ki  | 5   | 4   | Ki  | 5   | 7   | 5   | 4   | 6   |     |     |     |     |     | 57   | 4.  |    |    |
| 1991 | FW14       | Renault RS3 3.5 V10                                 | G   |                       | USA | BRA | SMR | MON | CAN | MEX | FRA | GBR | GER | HUN | BEL | ITA | POR | ESP | JPN | AUS |     |     |     |     |     | 125  | 2.  |    |    |
| 1991 | FW14       | Renault RS3 3.5 V10                                 | G   | Nigel Mansell         | Ki  | Ki  | Ki  | 2   | 6   | 2   | 1   | 1   | 1   | 2   | Ki  | 1   | Kiz | 1   | Ki  | 2   |     |     |     |     |     | 125  | 2.  |    |    |
| 1991 | FW14       | Renault RS3 3.5 V10                                 | G   | Riccardo Patrese      | Ki  | 2   | Ki  | Ki  | 3   | 1   | 5   | Ki  | 2   | 3   | 5   | Ki  | 1   | 3   | 3   | 5   |     |     |     |     |     | 125  | 2.  |    |    |
| 1992 | FW14B      | Renault RS3C 3.5 V10 Renault RS4 3.5 V10            | G   |                       | RSA | MEX | BRA | ESP | SMR | MON | CAN | FRA | GBR | GER | HUN | BEL | ITA | POR | JPN | AUS |     |     |     |     |     | 164  | 1.  |    |    |
| 1992 | FW14B      | Renault RS3C 3.5 V10 Renault RS4 3.5 V10            | G   | Nigel Mansell         | 1   | 1   | 1   | 1   | 1   | 2   | Ki  | 1   | 1   | 1   | 2   | 2   | Ki  | 1   | Ki  | Ki  |     |     |     |     |     | 164  | 1.  |    |    |
| 1992 | FW14B      | Renault RS3C 3.5 V10 Renault RS4 3.5 V10            | G   | Riccardo Patrese      | 2   | 2   | 2   | Ki  | 2   | 3   | Ki  | 2   | 2   | 8   | Ki  | 3   | 5   | Ki  | 1   | Ki  |     |     |     |     |     | 164  | 1.  |    |    |
| 1993 | FW15C      | Renault RS5 3.5 V10                                 | G   |                       | RSA | BRA | EUR | SMR | ESP | MON | CAN | FRA | GBR | GER | HUN | BEL | ITA | POR | JPN | AUS |     |     |     |     |     | 168  | 1.  |    |    |
| 1993 | FW15C      | Renault RS5 3.5 V10                                 | G   | Damon Hill            | Ki  | 2   | 2   | Ki  | Ki  | 2   | 3   | 2   | Ki  | Ki  | 1   | 1   | 1   | 3   | 4   | 3   |     |     |     |     |     | 168  | 1.  |    |    |
| 1993 | FW15C      | Renault RS5 3.5 V10                                 | G   | Alain Prost           | 1   | Ki  | 3   | 1   | 1   | 4   | 1   | 1   | 1   | 1   | 12  | 3   | 12  | 2   | 2   | 2   |     |     |     |     |     | 168  | 1.  |    |    |
| 1994 | FW16       | Renault RS6 3.5 V10                                 | G   |                       | BRA | PAC | SMR | MON | ESP | CAN | FRA | GBR | GER | HUN | BEL | ITA | POR | EUR | JPN | AUS |     |     |     |     |     | 118  | 1.  |    |    |
| 1994 | FW16       | Renault RS6 3.5 V10                                 | G   | Damon Hill            | 2   | Ki  | 6   | Ki  | 1   | 2   | 2   | 1   | 8   | 2   | 1   | 1   | 1   | 2   | 1   | Ki  |     |     |     |     |     | 118  | 1.  |    |    |
| 1994 | FW16       | Renault RS6 3.5 V10                                 | G   | Ayrton Senna          | Ki  | Ki  | Ki  |     |     |     |     |     |     |     |     |     |     |     |     |     |     |     |     |     |     | 118  | 1.  |    |    |
| 1994 | FW16       | Renault RS6 3.5 V10                                 | G   | David Coulthard       |     |     |     |     | Ki  | 5   |     | 5   | Ki  | Ki  | 4   | 6   | 2   |     |     |     |     |     |     |     |     | 118  | 1.  |    |    |
| 1994 | FW16       | Renault RS6 3.5 V10                                 | G   | Nigel Mansell         |     |     |     |     |     |     | Ki  |     |     |     |     |     |     | Ki  | 4   | 1   |     |     |     |     |     | 118  | 1.  |    |    |
| 1995 | FW17       | Renault RS7 3.0 V10                                 | G   |                       | BRA | ARG | SMR | ESP | MON | CAN | FRA | GBR | GER | HUN | BEL | ITA | POR | EUR | PAC | JPN | AUS |     |     |     |     | 118  | 2.  |    |    |
| 1995 | FW17       | Renault RS7 3.0 V10                                 | G   | Damon Hill            | Ki  | 1   | 1   | 4   | 2   | Ki  | 2   | Ki  | Ki  | 1   | 2   | Ki  | 3   | Ki  | 3   | Ki  | 1   |     |     |     |     | 118  | 2.  |    |    |
| 1995 | FW17       | Renault RS7 3.0 V10                                 | G   | David Coulthard       | 2   | Ki  | 4   | Ki  | Ki  | Ki  | 3   | 3   | 2   | 2   | Ki  | Ki  | 1   | 3   | 2   | Ki  | Ki  |     |     |     |     | 118  | 2.  |    |    |
| 1996 | FW18       | Renault RS8 3.0 V10                                 | G   |                       | AUS | BRA | ARG | EUR | SMR | MON | ESP | CAN | FRA | GBR | GER | HUN | BEL | ITA | POR | JPN |     |     |     |     |     | 175  | 1.  |    |    |
| 1996 | FW18       | Renault RS8 3.0 V10                                 | G   | Damon Hill            | 1   | 1   | 1   | 4   | 1   | Ki  | Ki  | 1   | 1   | Ki  | 1   | 2   | 5   | Ki  | 2   | 1   |     |     |     |     |     | 175  | 1.  |    |    |
| 1996 | FW18       | Renault RS8 3.0 V10                                 | G   | Jacques Villeneuve    | 2   | Ki  | 2   | 1   | 11  | Ki  | 3   | 2   | 2   | 1   | 3   | 1   | 2   | 7   | 1   | Ki  |     |     |     |     |     | 175  | 1.  |    |    |
| 1997 | FW19       | Renault RS9 3.0 V10                                 | G   |                       | AUS | BRA | ARG | SMR | MON | ESP | CAN | FRA | GBR | GER | HUN | BEL | ITA | AUT | LUX | JPN | EUR |     |     |     |     | 123  | 1.  |    |    |
| 1997 | FW19       | Renault RS9 3.0 V10                                 | G   | Jacques Villeneuve    | Ki  | 1   | 1   | Ki  | Ki  | 1   | Ki  | 4   | 1   | Ki  | 1   | 5   | 5   | 1   | 1   | Kiz | 3   |     |     |     |     | 123  | 1.  |    |    |
| 1997 | FW19       | Renault RS9 3.0 V10                                 | G   | Heinz-Harald Frentzen | 8   | 9   | Ki  | 1   | Ki  | 8   | 4   | 2   | Ki  | Ki  | Ki  | 3   | 3   | 3   | 3   | 2   | 6   |     |     |     |     | 123  | 1.  |    |    |
| 1998 | FW20       | Mecachrome GC37-01 3.0 V10                          | G   |                       | AUS | BRA | ARG | SMR | ESP | MON | CAN | FRA | GBR | AUT | GER | HUN | BEL | ITA | LUX | JPN |     |     |     |     |     | 38   | 3.  |    |    |
| 1998 | FW20       | Mecachrome GC37-01 3.0 V10                          | G   | Jacques Villeneuve    | 5   | 7   | Ki  | 4   | 6   | 5   | 10  | 4   | 7   | 6   | 3   | 3   | Ki  | Ki  | 8   | 6   |     |     |     |     |     | 38   | 3.  |    |    |
| 1998 | FW20       | Mecachrome GC37-01 3.0 V10                          | G   | Heinz-Harald Frentzen | 3   | 5   | 9   | 5   | 8   | Ki  | Ki  | 15  | Ki  | Ki  | 9   | 5   | 4   | 7   | 5   | 5   |     |     |     |     |     | 38   | 3.  |    |    |
| 1999 | FW21       | Supertec FB01 3.0 V10                               | B   |                       | AUS | BRA | SMR | MON | ESP | CAN | FRA | GBR | AUT | GER | HUN | BEL | ITA | EUR | MAL | JPN |     |     |     |     |     | 35   | 5.  |    |    |
| 1999 | FW21       | Supertec FB01 3.0 V10                               | B   | Ralf Schumacher       | 3   | 4   | Ki  | Ki  | 5   | 4   | 4   | 3   | Ki  | 4   | 9   | 5   | 2   | 4   | Ki  | 5   |     |     |     |     |     | 35   | 5.  |    |    |
| 1999 | FW21       | Supertec FB01 3.0 V10                               | B   | Alex Zanardi          | Ki  | Ki  | 11  | 8   | Ki  | Ki  | Ki  | 11  | Ki  | Ki  | Ki  | 8   | 7   | Ki  | 10  | Ki  |     |     |     |     |     | 35   | 5.  |    |    |
| 2000 | FW22       | BMW E41 3.0 V10                                     | B   |                       | AUS | BRA | SMR | GBR | ESP | EUR | MON | CAN | FRA | AUT | GER | HUN | BEL | ITA | USA | JPN | MAL |     |     |     |     | 36   | 3.  |    |    |
| 2000 | FW22       | BMW E41 3.0 V10                                     | B   | Ralf Schumacher       | 3   | 5   | Ki  | 4   | 4   | Ki  | Ki  | 14  | 5   | Ki  | 7   | 5   | 3   | 3   | Ki  | Ki  | Ki  |     |     |     |     | 36   | 3.  |    |    |
| 2000 | FW22       | BMW E41 3.0 V10                                     | B   | Jenson Button         | Ki  | 6   | Ki  | 5   | 17  | 10  | Ki  | 11  | 8   | 5   | 4   | 9   | 5   | Ki  | Ki  | 5   | Ki  |     |     |     |     | 36   | 3.  |    |    |
| 2001 | FW23       | BMW P80 3.0 V10                                     | M   |                       | AUS | MAL | BRA | SMR | ESP | AUT | MON | CAN | EUR | FRA | GBR | GER | HUN | BEL | ITA | USA | JPN |     |     |     |     | 80   | 3.  |    |    |
| 2001 | FW23       | BMW P80 3.0 V10                                     | M   | Ralf Schumacher       | Ki  | 5   | Ki  | 1   | Ki  | Ki  | Ki  | 1   | 4   | 2   | Ki  | 1   | 4   | 7   | 3   | Ki  | 6   |     |     |     |     | 80   | 3.  |    |    |
| 2001 | FW23       | BMW P80 3.0 V10                                     | M   | Juan Pablo Montoya    | Ki  | Ki  | Ki  | Ki  | 2   | Ki  | Ki  | Ki  | 2   | Ki  | 4   | Ki  | 8   | Ki  | 1   | Ki  | 2   |     |     |     |     | 80   | 3.  |    |    |
| 2002 | FW24       | BMW P82 3.0 V10                                     | M   |                       | AUS | MAL | BRA | SMR | ESP | AUT | MON | CAN | EUR | GBR | FRA | GER | HUN | BEL | ITA | USA | JPN |     |     |     |     | 92   | 2.  |    |    |
| 2002 | FW24       | BMW P82 3.0 V10                                     | M   | Ralf Schumacher       | Ki  | 1   | 2   | 3   | 11  | 4   | 3   | 7   | 4   | 8   | 5   | 3   | 3   | 5   | Ki  | 16  | 11  |     |     |     |     | 92   | 2.  |    |    |
| 2002 | FW24       | BMW P82 3.0 V10                                     | M   | Juan Pablo Montoya    | 2   | 2   | 5   | 4   | 2   | 3   | Ki  | Ki  | Ki  | 3   | 4   | 2   | 11  | 3   | Ki  | 4   | 4   |     |     |     |     | 92   | 2.  |    |    |
| 2003 | FW25       | BMW P83 3.0 V10                                     | M   |                       | AUS | MAL | BRA | SMR | ESP | AUT | MON | CAN | EUR | FRA | GBR | GER | HUN | ITA | USA | JPN |     |     |     |     |     | 144  | 2.  |    |    |
| 2003 | FW25       | BMW P83 3.0 V10                                     | M   | Juan Pablo Montoya    | 2   | 11  | Ki  | 7   | 4   | Ki  | 1   | 3   | 2   | 2   | 2   | 1   | 3   | 2   | 6   | Ki  |     |     |     |     |     | 144  | 2.  |    |    |
| 2003 | FW25       | BMW P83 3.0 V10                                     | M   | Ralf Schumacher       | 8   | 4   | 7   | 4   | 5   | 6   | 4   | 2   | 1   | 1   | 9   | Ki  | 4   |     | Ki  | 12  |     |     |     |     |     | 144  | 2.  |    |    |
| 2003 | FW25       | BMW P83 3.0 V10                                     | M   | Marc Gené             |     |     |     |     |     |     |     |     |     |     |     |     |     | 5   |     |     |     |     |     |     |     | 144  | 2.  |    |    |
| 2004 | FW26       | BMW P84 3.0 V10                                     | M   |                       | AUS | MAL | BHR | SMR | ESP | MON | EUR | CAN | USA | FRA | GBR | GER | HUN | BEL | ITA | CHN | JPN | BRA |     |     |     | 88   | 4.  |    |    |
| 2004 | FW26       | BMW P84 3.0 V10                                     | M   | Juan Pablo Montoya    | 5   | 2   | 13  | 3   | Ki  | 4   | 8   | Kiz | Kiz | 8   | 5   | 5   | 4   | Ki  | 5   | 5   | 7   | 1   |     |     |     | 88   | 4.  |    |    |
| 2004 | FW26       | BMW P84 3.0 V10                                     | M   | Ralf Schumacher       | 4   | Ki  | 7   | 7   | 6   | 10  | Ki  | Kiz | Ki  | Sér | Sér | Sér | Sér | Sér | Sér | Ki  | 2   | 5   |     |     |     | 88   | 4.  |    |    |
| 2004 | FW26       | BMW P84 3.0 V10                                     | M   | Marc Gené             |     |     |     |     |     |     |     |     |     | 10  | 12  |     |     |     |     |     |     |     |     |     |     | 88   | 4.  |    |    |
| 2004 | FW26       | BMW P84 3.0 V10                                     | M   | Antônio Pizzonia      |     |     |     |     |     |     |     |     |     |     |     | 7   | 7   | Ki  | 7   |     |     |     |     |     |     | 88   | 4.  |    |    |
| 2005 | FW27       | BMW P84/5 3.0 V10                                   | M   |                       | AUS | MAL | BHR | SMR | ESP | MON | EUR | CAN | USA | FRA | GBR | GER | HUN | TUR | ITA | BEL | BRA | JPN | CHN |     |     | 66   | 5.  |    |    |
| 2005 | FW27       | BMW P84/5 3.0 V10                                   | M   | Mark Webber           | 5   | Ki  | 6   | 7   | 6   | 3   | Ki  | 5   | Ni  | Ki  | 11  | Hn  | 7   | Ki  | 14  | 4   | Ki  | 4   | 7   |     |     | 66   | 5.  |    |    |
| 2005 | FW27       | BMW P84/5 3.0 V10                                   | M   | Nick Heidfeld         | Ki  | 3   | Ki  | 6   | 10  | 2   | 2   | Ki  | Ni  | Ki  | 12  | 11  | 6   | Ki  |     |     |     |     |     |     |     | 66   | 5.  |    |    |
| 2005 | FW27       | BMW P84/5 3.0 V10                                   | M   | Antônio Pizzonia      |     |     |     |     |     |     |     |     |     |     |     |     |     |     | 7   | 15  | Ki  | Ki  | 13  |     |     | 66   | 5.  |    |    |
| 2006 | FW28       | Cosworth CA2006 2.4 V8                              | B   |                       | BHR | MAL | AUS | SMR | EUR | ESP | MON | GBR | CAN | USA | FRA | GER | HUN | TUR | ITA | CHN | JPN | BRA |     |     |     | 11   | 8.  |    |    |
| 2006 | FW28       | Cosworth CA2006 2.4 V8                              | B   | Mark Webber           | 6   | Ki  | Ki  | 6   | Ki  | 9   | Ki  | Ki  | 12  | Ki  | Ki  | Ki  | Ki  | 10  | 10  | 8   | Ki  | Ki  |     |     |     | 11   | 8.  |    |    |
| 2006 | FW28       | Cosworth CA2006 2.4 V8                              | B   | Nico Rosberg          | 7   | Ki  | Ki  | Ki  | 7   | 11  | Ki  | 9   | Ki  | 9   | 14  | Ki  | Ki  | Ki  | Ki  | 11  | 10  | Ki  |     |     |     | 11   | 8.  |    |    |
| 2007 | FW29       | Toyota RVX-07 2.4 V8                                | B   |                       | AUS | MAL | BHR | ESP | MON | CAN | USA | FRA | GBR | EUR | HUN | TUR | ITA | BEL | JPN | CHN | BRA |     |     |     |     | 33   | 4.  |    |    |
| 2007 | FW29       | Toyota RVX-07 2.4 V8                                | B   | Nico Rosberg          | 7   | Ki  | 10  | 6   | 12  | 10  | Ki  | 9   | 12  | Ki  | 7   | 7   | 6   | 6   | Ki  | 16  | 4   |     |     |     |     | 33   | 4.  |    |    |
| 2007 | FW29       | Toyota RVX-07 2.4 V8                                | B   | Alexander Wurz        | Ki  | 9   | 11  | Ki  | 7   | 3   | 10  | 14  | 13  | 4   | 14  | 11  | 13  | Ki  | Ki  | 12  |     |     |     |     |     | 33   | 4.  |    |    |
| 2007 | FW29       | Toyota RVX-07 2.4 V8                                | B   | Nakadzsima Kazuki     |     |     |     |     |     |     |     |     |     |     |     |     |     |     |     |     | 10  |     |     |     |     | 33   | 4.  |    |    |
| 2008 | FW30       | Toyota RVX-08 2.4 V8                                | B   |                       | AUS | MAL | BHR | ESP | TUR | MON | CAN | FRA | GBR | GER | HUN | EUR | BEL | ITA | SIN | JPN | CHN | BRA |     |     |     | 26   | 8.  |    |    |
| 2008 | FW30       | Toyota RVX-08 2.4 V8                                | B   | Nico Rosberg          | 3   | 14  | 8   | Ki  | 8   | Ki  | 10  | 16  | 9   | 10  | 14  | 8   | 12  | 14  | 2   | 11  | 15  | 12  |     |     |     | 26   | 8.  |    |    |
| 2008 | FW30       | Toyota RVX-08 2.4 V8                                | B   | Nakadzsima Kazuki     | 6   | 17  | 14  | 7   | Ki  | 7   | Ki  | 15  | 8   | 14  | 13  | 15  | 14  | 12  | 8   | 15  | 12  | 17  |     |     |     | 26   | 8.  |    |    |
| 2009 | FW31       | Toyota RVX-09 2.4 V8                                | B   |                       | AUS | MAL | CHN | BHR | ESP | MON | TUR | GBR | GER | HUN | EUR | BEL | ITA | SIN | JPN | BRA | ABU |     |     |     |     | 34.5 | 7.  |    |    |
| 2009 | FW31       | Toyota RVX-09 2.4 V8                                | B   | Nico Rosberg          | 6   | 8   | 15  | 9   | 8   | 6   | 5   | 5   | 4   | 4   | 5   | 8   | 16  | 11  | 5   | Ki  | 9   |     |     |     |     | 34.5 | 7.  |    |    |
| 2009 | FW31       | Toyota RVX-09 2.4 V8                                | B   | Nakadzsima Kazuki     | Ki  | 12  | Ki  | Ki  | 13  | 15  | 12  | 11  | 12  | 9   | 18  | 13  | 10  | 9   | 15  | Ki  | 13  |     |     |     |     | 34.5 | 7.  |    |    |
| 2010 | FW32       | Cosworth CA2010 2.4 V8                              | B   |                       | BHR | AUS | MAL | CHN | ESP | MON | TUR | CAN | EUR | GBR | GER | HUN | BEL | ITA | SIN | JPN | KOR | BRA | ABU |     |     | 69   | 6.  |    |    |
| 2010 | FW32       | Cosworth CA2010 2.4 V8                              | B   | Rubens Barrichello    | 10  | 8   | 12  | 12  | 9   | Ki  | 14  | 14  | 4   | 5   | 12  | 10  | Ki  | 10  | 6   | 9   | 7   | 14  | 12  |     |     | 69   | 6.  |    |    |
| 2010 | FW32       | Cosworth CA2010 2.4 V8                              | B   | Nico Hülkenberg       | 14  | Ki  | 10  | 15  | 16  | Ki  | 17  | 13  | Ki  | 10  | 13  | 6   | 14  | 7   | 10  | Ki  | 10  | 8   | 16  |     |     | 69   | 6.  |    |    |
| 2011 | FW33       | Cosworth CA2011K 2.4 V8                             | P   |                       | AUS | MAL | CHN | TUR | ESP | MON | CAN | EUR | GBR | GER | HUN | BEL | ITA | SIN | JPN | KOR | IND | ABU | BRA |     |     | 5    | 9.  |    |    |
| 2011 | FW33       | Cosworth CA2011K 2.4 V8                             | P   | Rubens Barrichello    | Ki  | Ki  | 13  | 15  | 17  | 9   | 9   | 12  | 13  | Ki  | 13  | 16  | 12  | 13  | 17  | 12  | 15  | 12  | 14  |     |     | 5    | 9.  |    |    |
| 2011 | FW33       | Cosworth CA2011K 2.4 V8                             | P   | Pastor Maldonado      | Ki  | Ki  | 18  | 17  | 15  | 18  | Ki  | 18  | 14  | 14  | 16  | 10  | 11  | 11  | 14  | Ki  | Ki  | 14  | Ki  |     |     | 5    | 9.  |    |    |
| 2012 | FW34       | Renault RS27-2012 2.4 V8                            | P   |                       | AUS | MAL | CHN | BHR | ESP | MON | CAN | EUR | GBR | GER | HUN | BEL | ITA | SIN | JPN | KOR | IND | ABU | USA | BRA |     | 76   | 8.  |    |    |
| 2012 | FW34       | Renault RS27-2012 2.4 V8                            | P   | Pastor Maldonado      | 13† | 19† | 8   | Ki  | 1   | Ki  | 13  | 12  | 16  | 15  | 13  | Ki  | 11  | Ki  | 8   | 14  | 16  | 5   | 9   | Ki  |     | 76   | 8.  |    |    |
| 2012 | FW34       | Renault RS27-2012 2.4 V8                            | P   | Bruno Senna           | 16† | 6   | 7   | 22  | Ki  | 10  | 17  | 10  | 9   | 17  | 7   | 12  | 10  | 18  | 14  | 15  | 10  | 8   | 10  | Ki  |     | 76   | 8.  |    |    |
| 2013 | FW35       | Renault RS27-2013 2.4 V8                            | P   |                       | AUS | MAL | CHN | BHR | ESP | MON | CAN | GBR | GER | HUN | BEL | ITA | SIN | KOR | JPN | IND | ABU | USA | BRA |     |     | 5    | 9.  |    |    |
| 2013 | FW35       | Renault RS27-2013 2.4 V8                            | P   | Pastor Maldonado      | Ki  | Ki  | 14  | 11  | 14  | Ki  | 16  | 11  | 15  | 10  | 17  | 14  | 11  | 13  | 16  | 12  | 11  | 17  | 16  |     |     | 5    | 9.  |    |    |
| 2013 | FW35       | Renault RS27-2013 2.4 V8                            | P   | Valtteri Bottas       | 14  | 11  | 13  | 14  | 16  | 12  | 14  | 12  | 16  | Ki  | 15  | 15  | 13  | 12  | 17  | 16  | 15  | 8   | Ki  |     |     | 5    | 9.  |    |    |
| 2014 | FW36       | Mercedes PU106A Hybrid 1.6 V6 turbó                 | P   |                       | AUS | MAL | BHR | CHN | ESP | MON | CAN | AUT | GBR | GER | HUN | BEL | ITA | SIN | JPN | RUS | USA | BRA | ABU |     |     | 320  | 3.  |    |    |
| 2014 | FW36       | Mercedes PU106A Hybrid 1.6 V6 turbó                 | P   | Felipe Massa          | Ki  | 7   | 7   | 15  | 13  | 7   | 12† | 4   | Ki  | Ki  | 5   | 13  | 3   | 5   | 6   | 11  | 4   | 3   | 2   |     |     | 320  | 3.  |    |    |
| 2014 | FW36       | Mercedes PU106A Hybrid 1.6 V6 turbó                 | P   | Valtteri Bottas       | 5   | 8   | 8   | 7   | 5   | Ki  | 7   | 3   | 2   | 2   | 8   | 3   | 4   | 11  | 7   | 3   | 5   | 10  | 3   |     |     | 320  | 3.  |    |    |
| 2015 | FW37       | Mercedes PU106B Hybrid 1.6 V6 turbó                 | P   |                       | AUS | MAL | CHN | BHR | ESP | MON | CAN | AUT | GBR | HUN | BEL | ITA | SIN | JPN | RUS | USA | MEX | BRA | ABU |     |     | 257  | 3.  |    |    |
| 2015 | FW37       | Mercedes PU106B Hybrid 1.6 V6 turbó                 | P   | Felipe Massa          | 4   | 6   | 5   | 10  | 6   | 15  | 6   | 3   | 4   | 12  | 6   | 3   | Ki  | 17  | 4   | Ki  | 6   | Kiz | 8   |     |     | 257  | 3.  |    |    |
| 2015 | FW37       | Mercedes PU106B Hybrid 1.6 V6 turbó                 | P   | Valtteri Bottas       | Ni  | 5   | 6   | 4   | 4   | 14  | 3   | 5   | 5   | 13  | 9   | 4   | 5   | 5   | 12† | Ki  | 3   | 5   | 13  |     |     | 257  | 3.  |    |    |
| 2016 | FW38       | Mercedes PU106C Hybrid 1.6 V6 turbó                 | P   |                       | AUS | BHR | CHN | RUS | ESP | MON | CAN | EUR | AUT | GBR | HUN | GER | BEL | ITA | SIN | MAL | JPN | USA | MEX | BRA | ABU | 138  | 5.  |    |    |
| 2016 | FW38       | Mercedes PU106C Hybrid 1.6 V6 turbó                 | P   | Felipe Massa          | 5   | 8   | 6   | 5   | 8   | 10  | Ki  | 10  | 20† | 11  | 18  | Ki  | 10  | 9   | 12  | 13  | 9   | 7   | 9   | Ki  | 9   | 138  | 5.  |    |    |
| 2016 | FW38       | Mercedes PU106C Hybrid 1.6 V6 turbó                 | P   | Valtteri Bottas       | 8   | 9   | 10  | 4   | 5   | 12  | 3   | 6   | 9   | 14  | 9   | 9   | 8   | 6   | Ki  | 5   | 10  | 16  | 8   | 11  | Ki  | 138  | 5.  |    |    |
| 2017 | FW40       | Mercedes F1 M08 EQ Power+ 1.6 V6 turbó              | P   |                       | AUS | CHN | BHR | RUS | ESP | MON | CAN | AZE | AUT | GBR | HUN | BEL | ITA | SIN | MAL | JPN | USA | MEX | BRA | ABU |     | 83   | 5.  |    |    |
| 2017 | FW40       | Mercedes F1 M08 EQ Power+ 1.6 V6 turbó              | P   | Felipe Massa          | 6   | 14  | 6   | 9   | 13  | 9   | Ki  | Ki  | 9   | 10  | Bet | 8   | 8   | 11  | 9   | 10  | 9   | 11  | 7   | 10  |     | 83   | 5.  |    |    |
| 2017 | FW40       | Mercedes F1 M08 EQ Power+ 1.6 V6 turbó              | P   | Lance Stroll          | Ki  | Ki  | Ki  | 11  | 16  | 15† | 9   | 3   | 10  | 16  | 14  | 11  | 7   | 8   | 8   | Ki  | 11  | 6   | 16  | 18  |     | 83   | 5.  |    |    |
| 2017 | FW40       | Mercedes F1 M08 EQ Power+ 1.6 V6 turbó              | P   | Paul di Resta         |     |     |     |     |     |     |     |     |     |     | Ki  |     |     |     |     |     |     |     |     |     |     | 83   | 5.  |    |    |
| 2018 | FW41       | Mercedes F1 M09 EQ Power+ 1.6 V6 turbó              | P   |                       | AUS | BHR | CHN | AZE | ESP | MON | CAN | FRA | AUT | GBR | GER | HUN | BEL | ITA | SIN | RUS | JPN | USA | MEX | BRA | ABU | 7    | 10. |    |    |
| 2018 | FW41       | Mercedes F1 M09 EQ Power+ 1.6 V6 turbó              | P   | Lance Stroll          | 14  | 14  | 14  | 8   | 11  | 17  | Ki  | 17† | 14  | 12  | Ki  | 17  | 13  | 9   | 14  | 15  | 16  | 13  | 12  | 16  | 13  | 7    | 10. |    |    |
| 2018 | FW41       | Mercedes F1 M09 EQ Power+ 1.6 V6 turbó              | P   | Szergej Szirotkin     | Ki  | 15  | 15  | Ki  | 14  | 16  | 17  | 15  | 13  | 14  | Ki  | 16  | 12  | 10  | 19  | 18  | 17  | 14  | 13  | 18  | 15  | 7    | 10. |    |    |
| 2019 | FW42       | Mercedes 1.6 V6 turbó                               | P   |                       | AUS | BHR | CHN | AZE | ESP | MON | CAN | FRA | AUT | GBR | GER | HUN | BEL | ITA | SIN | RUS | JPN | MEX | USA | BRA | ABU | 1    | 10. |    |    |
| 2019 | FW42       | Mercedes 1.6 V6 turbó                               | P   | George Russell        | 16  | 15  | 16  | 15  | 17  | 15  | 16  | 19  | 18  | 14  | 11  | 16  | 15  | 14  | Ki  | Ki  | 16  | 16  | 17  | 12  | 17  | 1    | 10. |    |    |
| 2019 | FW42       | Mercedes 1.6 V6 turbó                               | P   | Robert Kubica         | 17  | 16  | 17  | 16  | 18  | 18  | 18  | 18  | 20  | 15  | 10  | 19  | 17  | 17  | 16  | Ki  | 17  | 18  | Ki  | 16  | 19  | 1    | 10. |    |    |
| 2020 | FW43       | Mercedes 1.6 L V6 turbó                             | P   |                       | AUT | STY | HUN | GBR | 70  | ESP | BEL | ITA | TOS | RUS | EIF | POR | EMI | TUR | BHR | SAK | ABU |     |     |     |     | 0    | 10. |    |    |
| 2020 | FW43       | Mercedes 1.6 L V6 turbó                             | P   | Nicholas Latifi       | 11  | 17  | 19  | 15  | 19  | 18  | 16  | 11  | ki  | 16  | 14  | 18  | 11  | ki  | 14  | ki  | 17  |     |     |     |     | 0    | 10. |    |    |
| 2020 | FW43       | Mercedes 1.6 L V6 turbó                             | P   | George Russell        | ki  | 16  | 18  | 12  | 18  | 17  | ki  | 14  | 11  | 18  | ki  | 14  | ki  | 16  | 12  |     | 15  |     |     |     |     | 0    | 10. |    |    |
| 2020 | FW43       | Mercedes 1.6 L V6 turbó                             | P   | Jack Aitken           |     |     |     |     |     |     |     |     |     |     |     |     |     |     |     | 16  |     |     |     |     |     | 0    | 10. |    |    |
| 2021 | FW43B      | Mercedes 1.6 L V6 turbó                             | P   |                       | BHR | EMI | POR | ESP | MON | AZE | FRA | STY | AUT | GBR | HUN | BEL | NED | ITA | RUS | TUR | USA | MXC | BRA | QAT | KSA | ABU  |     | 23 | 8. |
| 2021 | FW43B      | Mercedes 1.6 L V6 turbó                             | P   | Nicholas Latifi       | 18† | ki  | 18  | 16  | 15  | 16  | 18  | 17  | 16  | 7   | 9   | 16  | 11  | ki  | 17  | 15  | 17  | 16  | ki  | 12  | ki  |      |     | 23 | 8. |
| 2021 | FW43B      | Mercedes 1.6 L V6 turbó                             | P   | George Russell        | 14  | ki  | 16  | 14  | 14  | 17† | 12  | ki  | 11  | 12  | 8   | 2   | 17† | 9   | 10  | 15  | 14  | 16  | 13  | 17  | ki  | ki   |     | 23 | 8. |

* Folyamatban lévő szezon.
A 2014-es szezonzáró abu-dzabi nagydíjon dupla pontokat osztottak ki.
†: Bár kiesett, de a verseny 90%-át teljesítette, így teljesítményét értékelték.

## Szponzorok
A csapat tulajdonosa a Dorilton Capital, így az autókon látható a Dorilton Ventures emblémája. Jelenlegi névadó szponzora az Atlassian, de jelentős szponzor még a Komatsu, a Kraken, a MyProtein, a Gulf, a Duracell, a Stephens, a Santander, valamint a ruházati partner Puma.
A csapat korábbi híres szponzorai voltak: a TAG, a Canon, az Elf, a British American Tobacco (Rothman's és Winfield cigaretta), a HP, az Allianz, a Lenovo, a Thomson Reuters, az RBS (Skót Királyi Bank), a Tata, az AT&T, a Budweiser, a Philips, a Wihuri, a Hackett London, a Petrobras, a Randstad, az Avanade, a PDVSA, a Martini, az Orlen, az Unilever, a ROKiT, az Acronis, a Sofina és a Lavazza